# ネパールのプライド・パレード
「ネパールのプライド・パレード」では、ネパールでさまざまな組織によって一年を通して開催されているプライド・パレードについて記述する。

## ネパール・プライド・パレード
ネパール・POMSOGIESC（周縁的な性的指向、性自認および性の特性を持つ人々、People of Marginalized Sexual Orientation, Gender Identity and Sex Characteristics）・プライド・パレード、略してネパール・プライド・パレード(タマン語: ནེ་པལ་ རང་ཏང་ ཡུལ་ཀོར་།།; グルン語: नेपाल ङ्होईल्वुबये भ्रज्ञाँ / नेपाल ल्हुब्ये प्रबक्याँ)は、毎年6月の第二土曜日に開催される。このプライドマーチは、クィア・ユース・グループが、クィア・ライツ・コレクティブと協力して主催している。2020年以降、チェンジ・キャンペーン（インターセックス権利擁護団体）も参加している。このプライド・マーチは、ネパールで初めてのプライドマーチであり、年間を通じて行われる他のLGBTマーチとは異なり、プライド月間に祝われる初めてのプライドマーチとなった。初めてのパレードは、マイティガル・マンダラの街頭で行われ、約400人が参加した。初回のプライドマーチは2019年6月29日に開催され、その日にネパールでのプライド・デーとして6月の第二土曜日が宣言された。
2019年には、朝に人々がマイティガル・マンダラ（Fibwa Khya）に集まり、ニュー・バネシュワル（Khunthoo）へ向かって行進し、約400人が参加した。参加者はレインボー・フラッグ、バイセクシュアル・フラッグ、トランスジェンダー・フラッグ、ジェンダークィア・フラッグ、ジェンダーフルイド・フラッグ、インターセックス・フラッグを掲げ、4つの異なる言語でスローガンを掲げた。このプライドマーチのテーマは、「国家と意思決定プロセスのすべてのレベルにおける、クィア（ジェンダーおよび性的少数者）の包摂」であった。COVID-19パンデミックのため、第2回ネパール・プライドパレードはオンラインで実施された。その日は、SNS上での情報発信から始まり、その後にバーチャルセッションが行われた。第3回ネパール・プライドパレードもバーチャルで開催された。

## クィア・ウーマン（womxn）・プライド
クィア・ウーマン（womxn）・プライドは、毎年国際女性デーに開催されている。このイベントは、2019年からクィア・ユース・グループが主催し、多様な性的指向を持つ女性や、出生時にインターセックスと割り当てられた女性やトランスジェンダー女性の包摂を訴えている。「women」ではなく「womxn」という言葉が使用されたのは、「men」がデフォルトの性別となることを避けるためである。第2回クィア・ウーマン・プライドはCOVID-19パンデミックのため中止された。第3回クィア・ウーマン・プライドは、カトマンズで「すべての女性のこれから」というテーマで開催された。この集会は、インターセックスの女性、トランスジェンダーの女性、また異性愛規範を越えた多様な性的指向を持つ女性の包摂を訴え、「他の性別」に対抗した。

## トランス・プライド・パレード
トランス・プライド・パレードは、12月17日の次の土曜日に祝われる。このイベントは、クィア・ユース・グループとトランスライツ・コレクティブによって2020年から主催されている。このイベントは、2018年12月17日、それまでトランスジェンダーの人々が侮蔑語で呼ばれていたところに、ネパール語に「トランスジェンダー」という用語（パーラレイングィック、ネパール語: पारलैङ्गिक）が導入されたことを記念している。このイベントはカトマンズのバサンタプール（Basantapur）で開催された。2021年には、約100人がフィブワキャ（Fibwakhya）からニュー・バネシュワル（New Baneshwar）まで行進した。

### ネパール・プライド・パレード2019

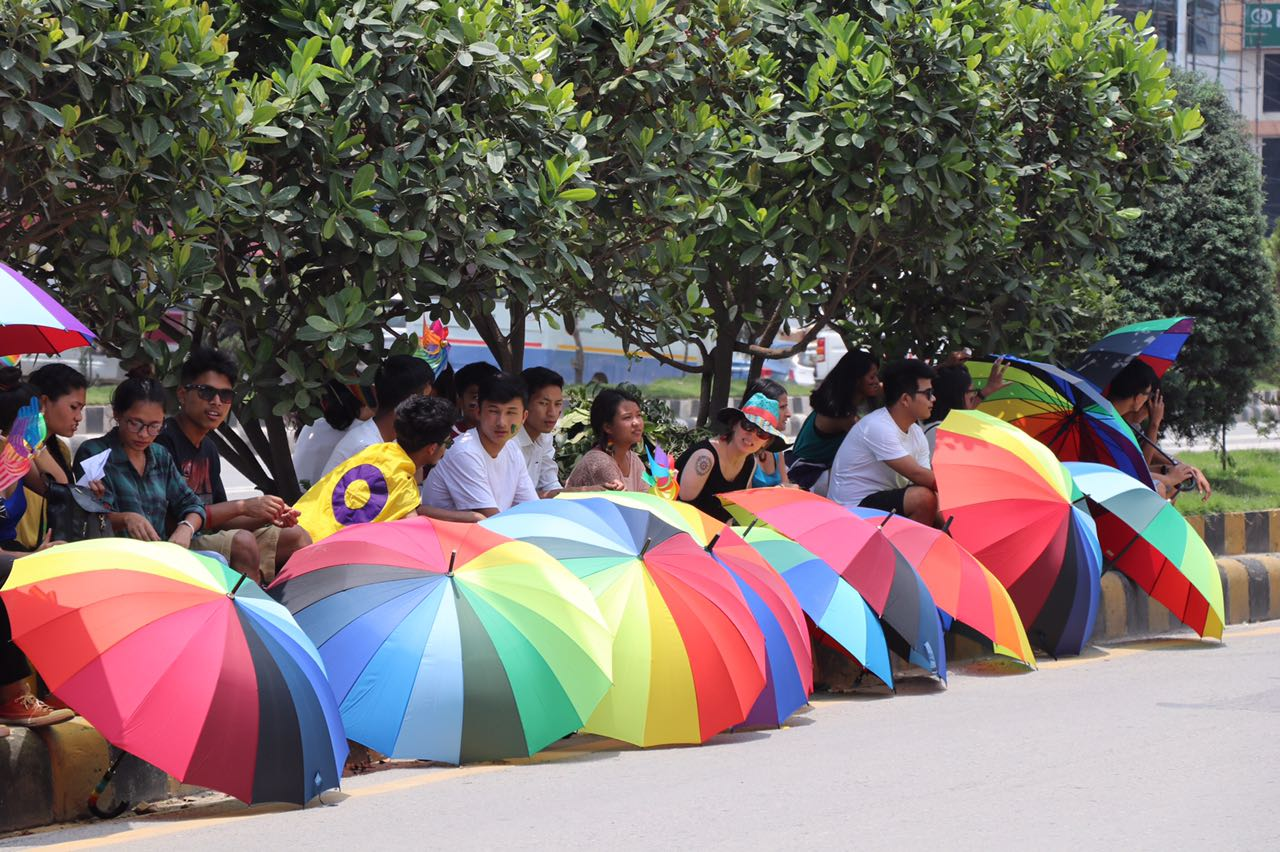
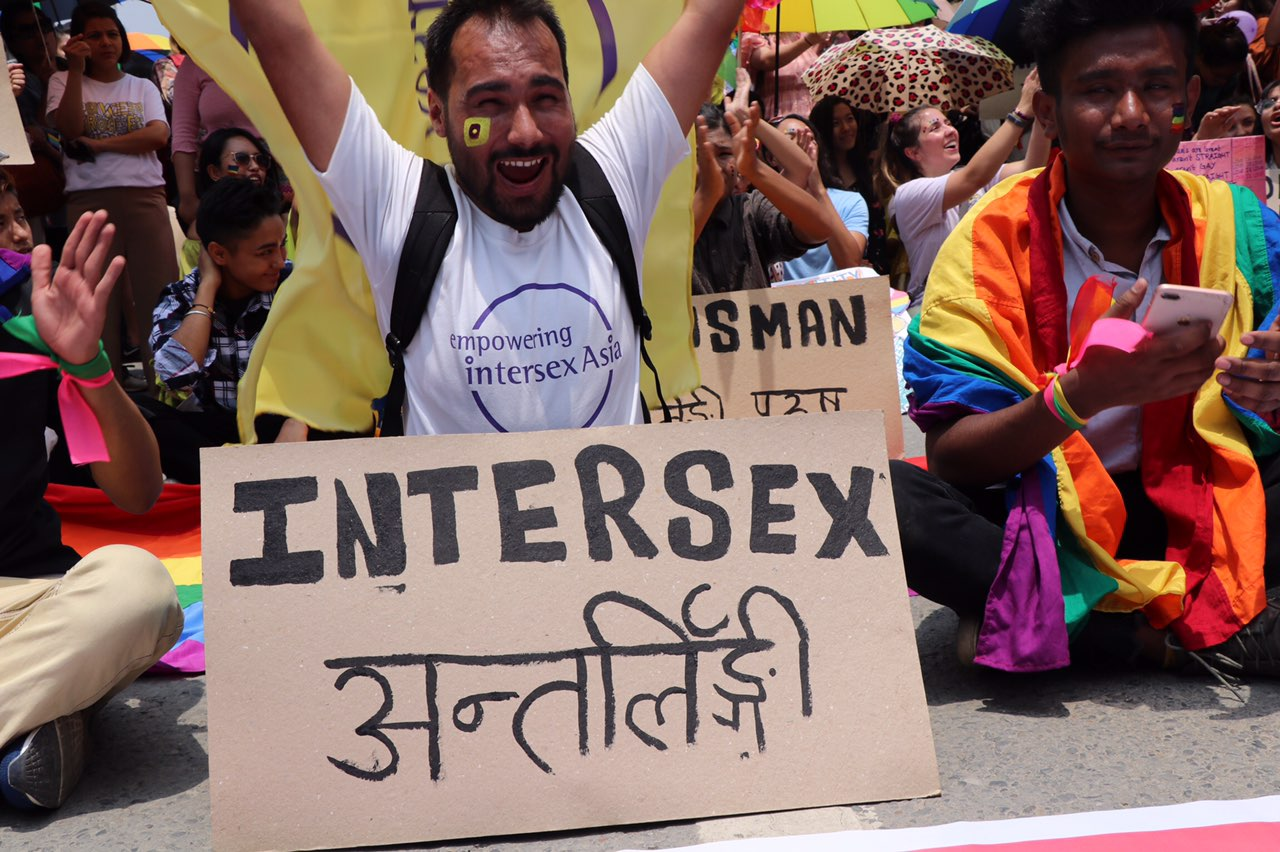
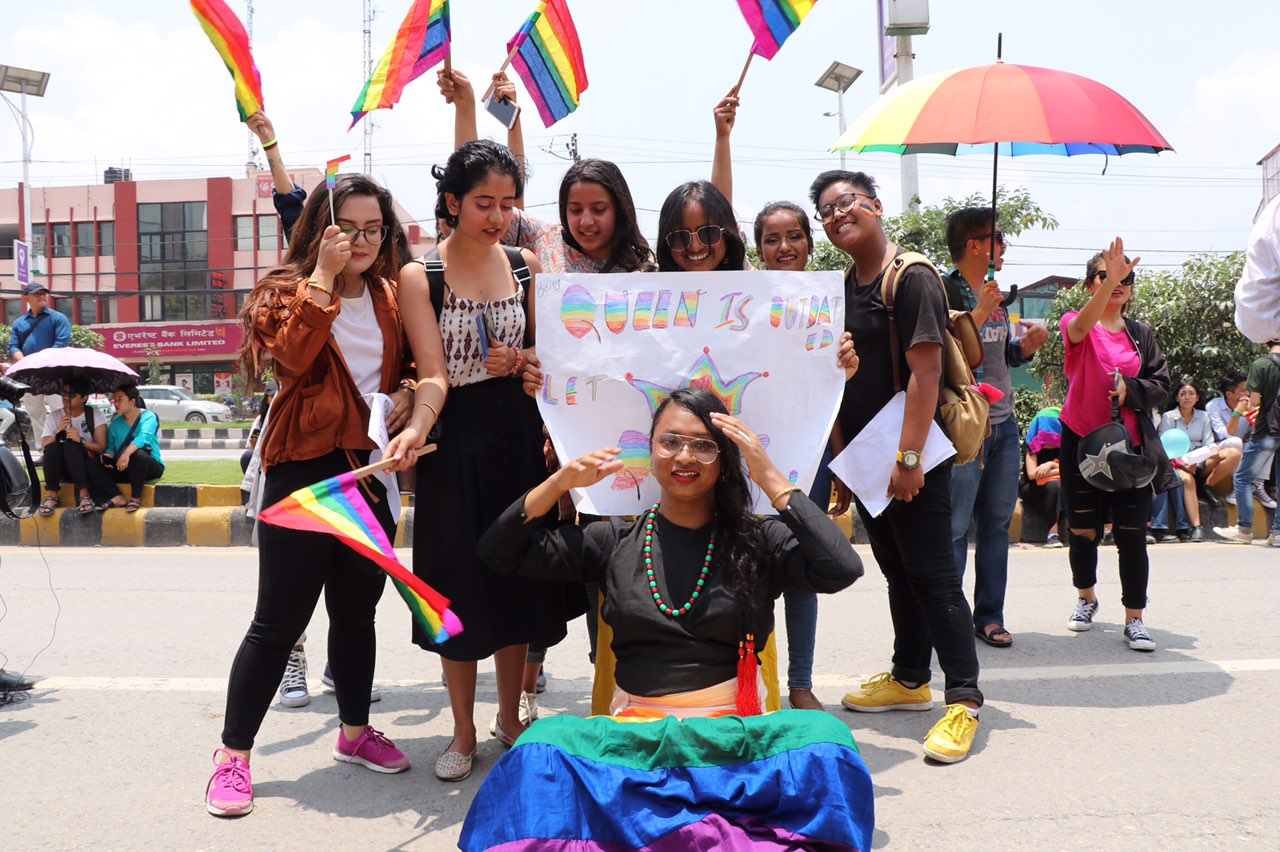
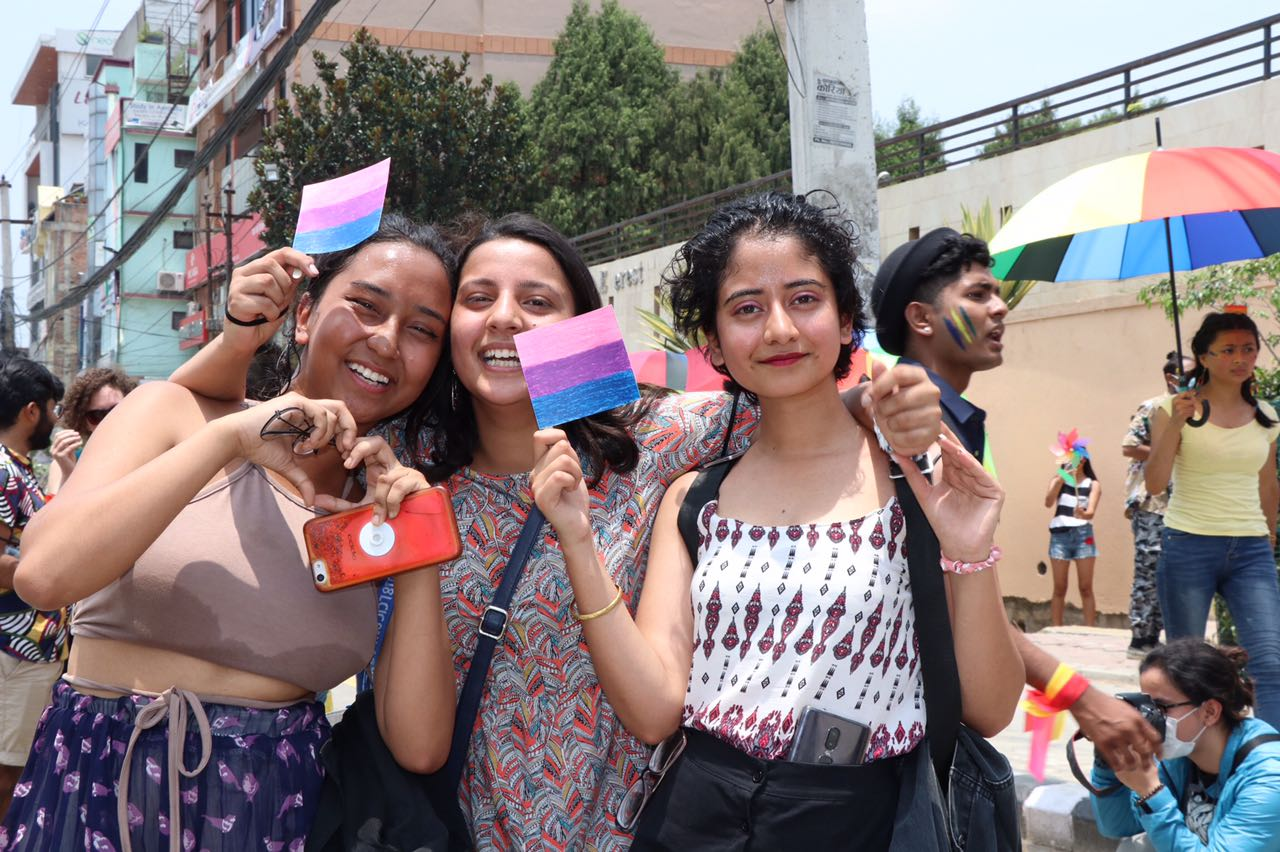
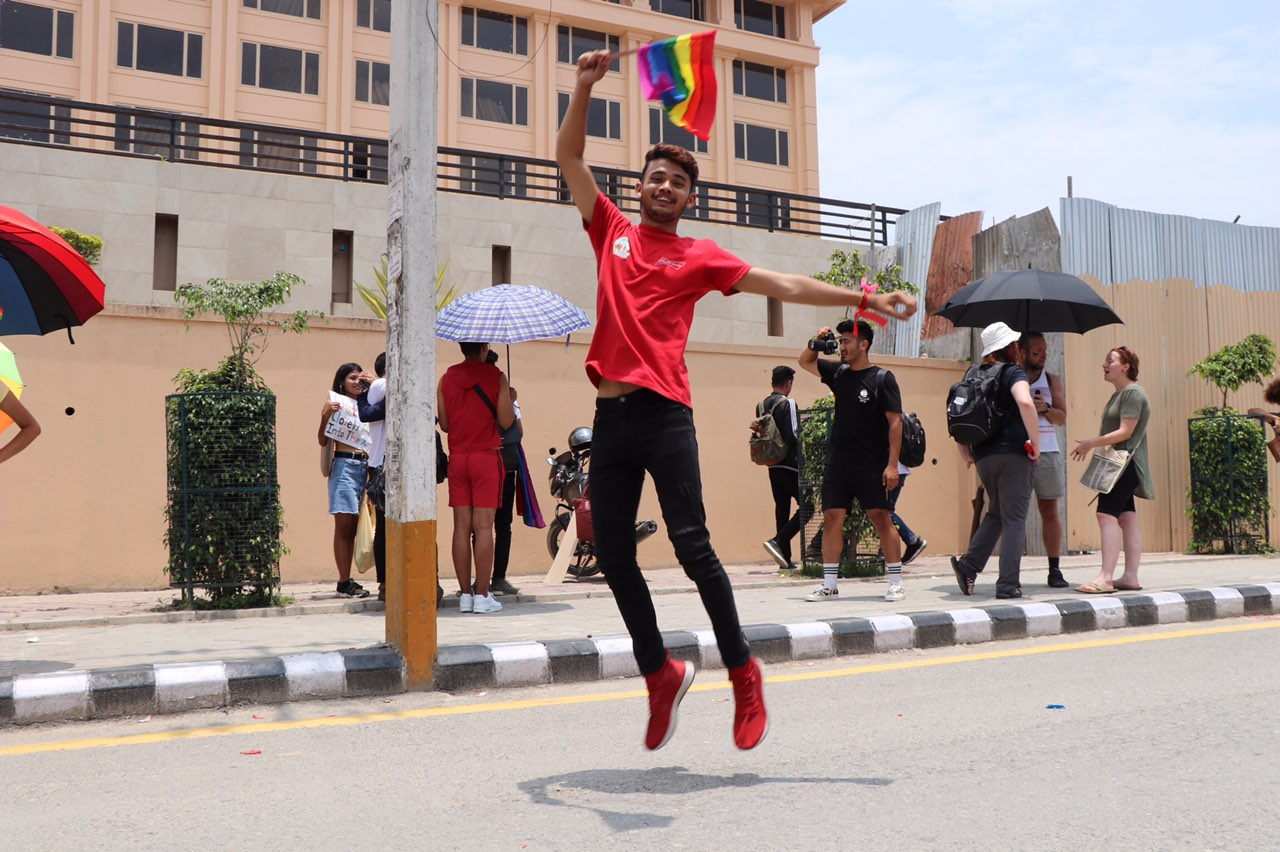
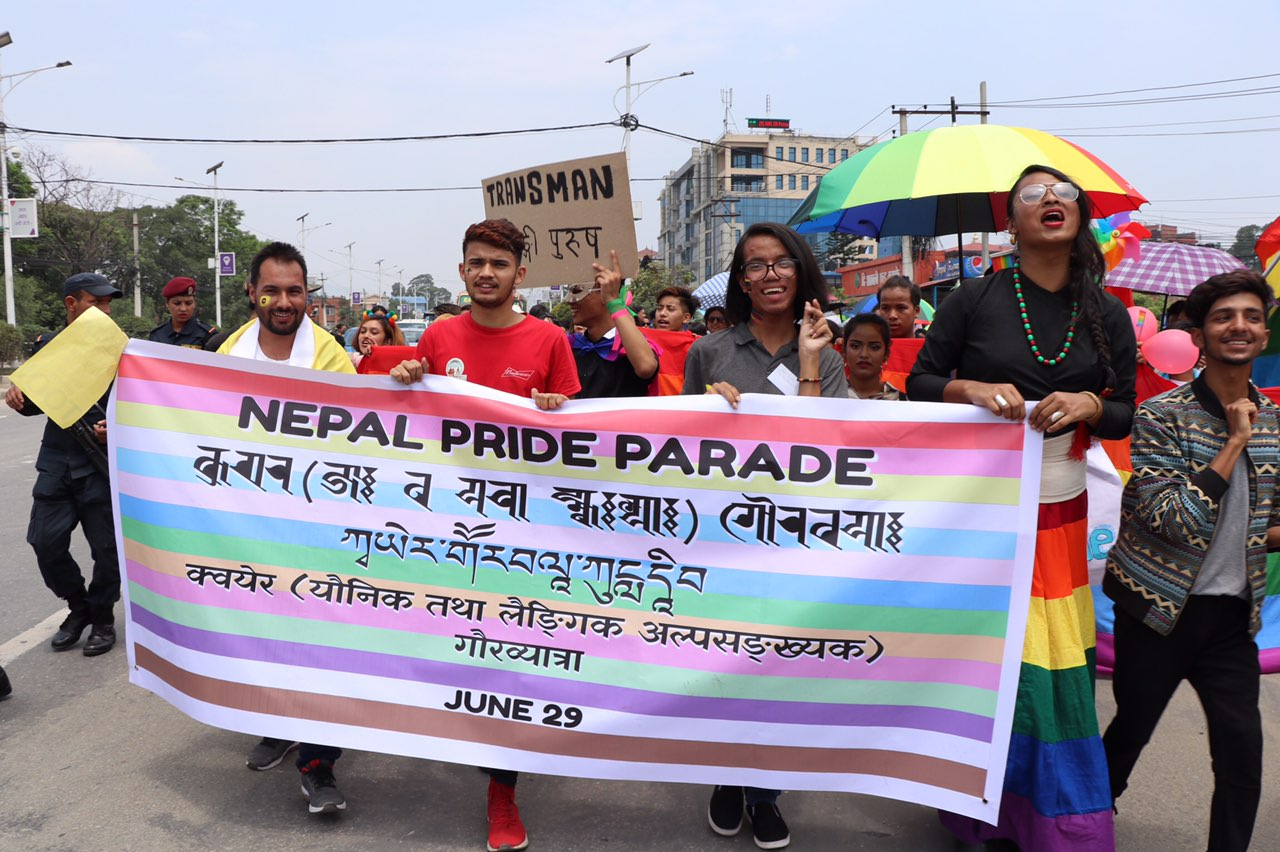
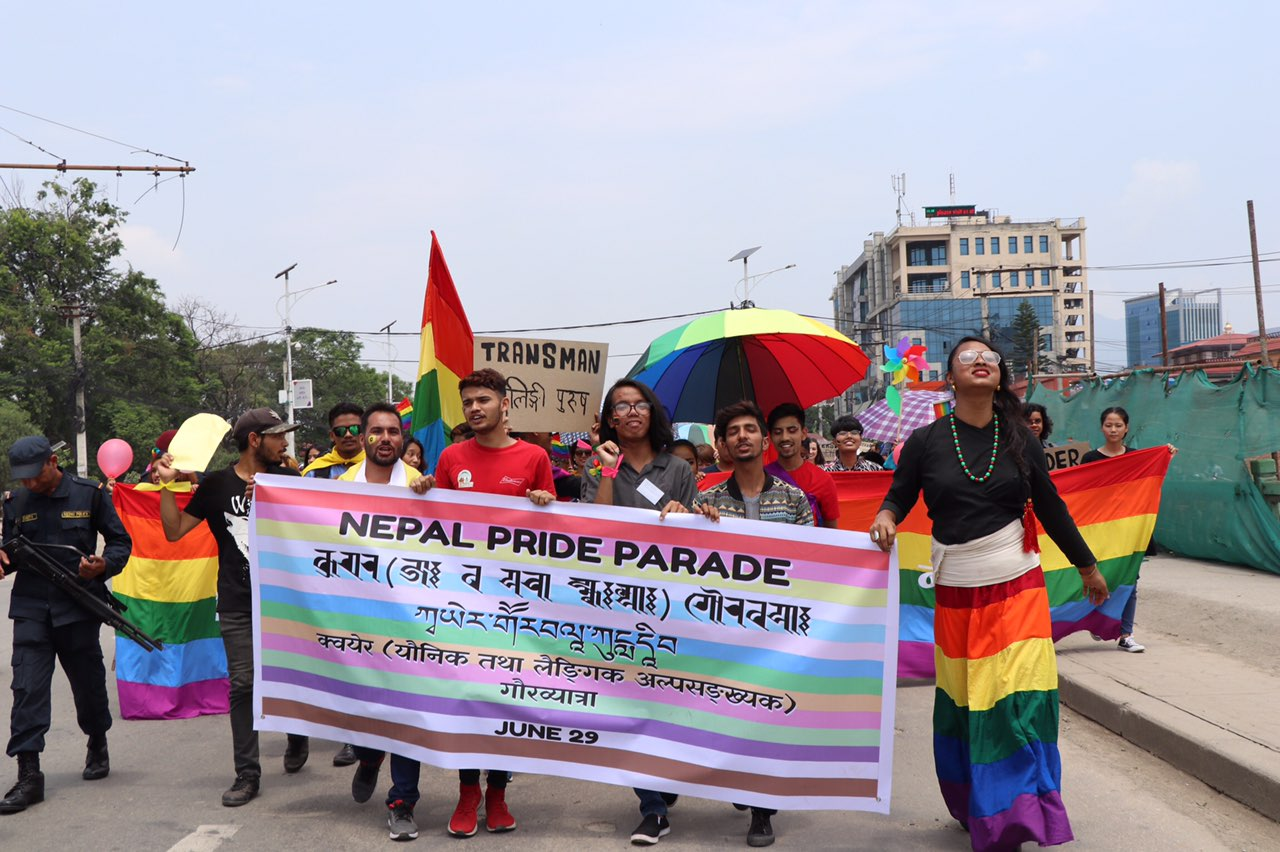
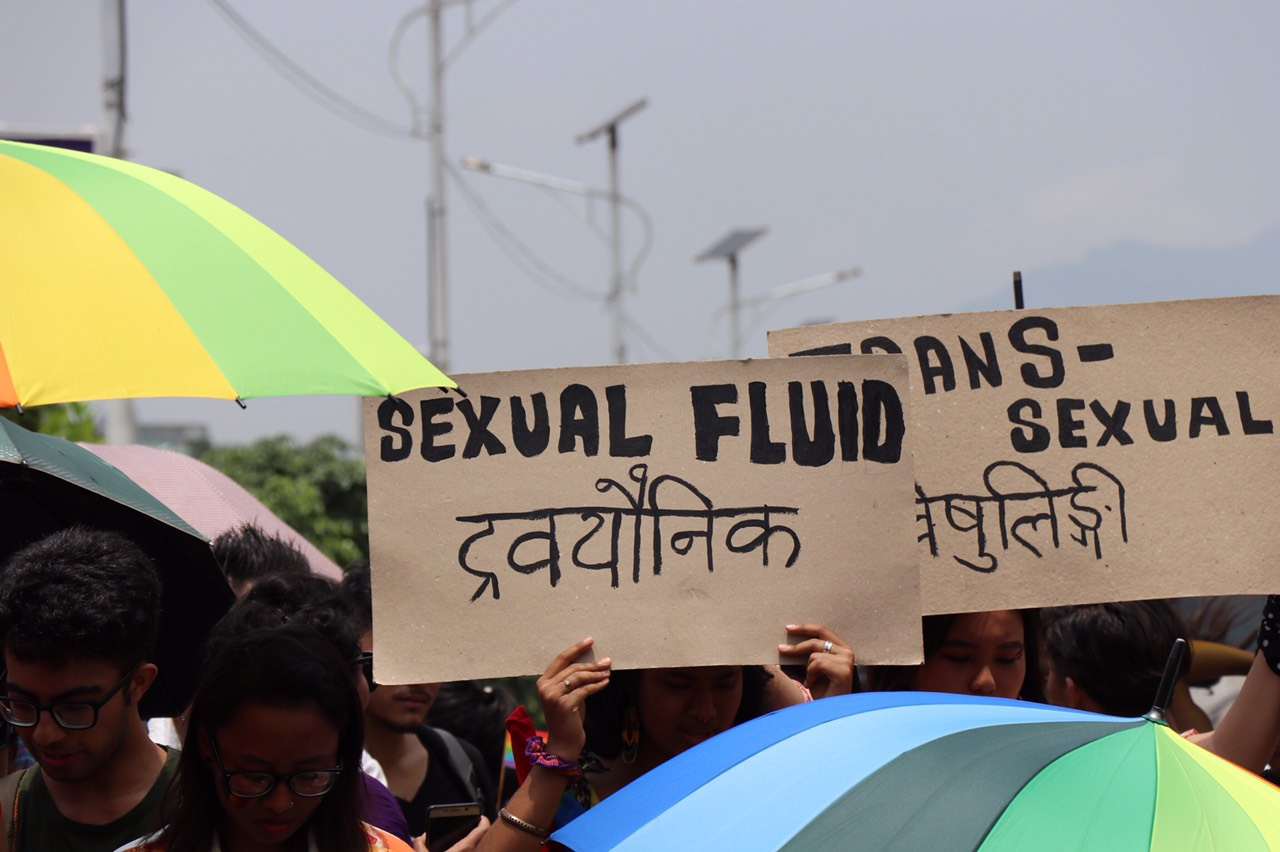
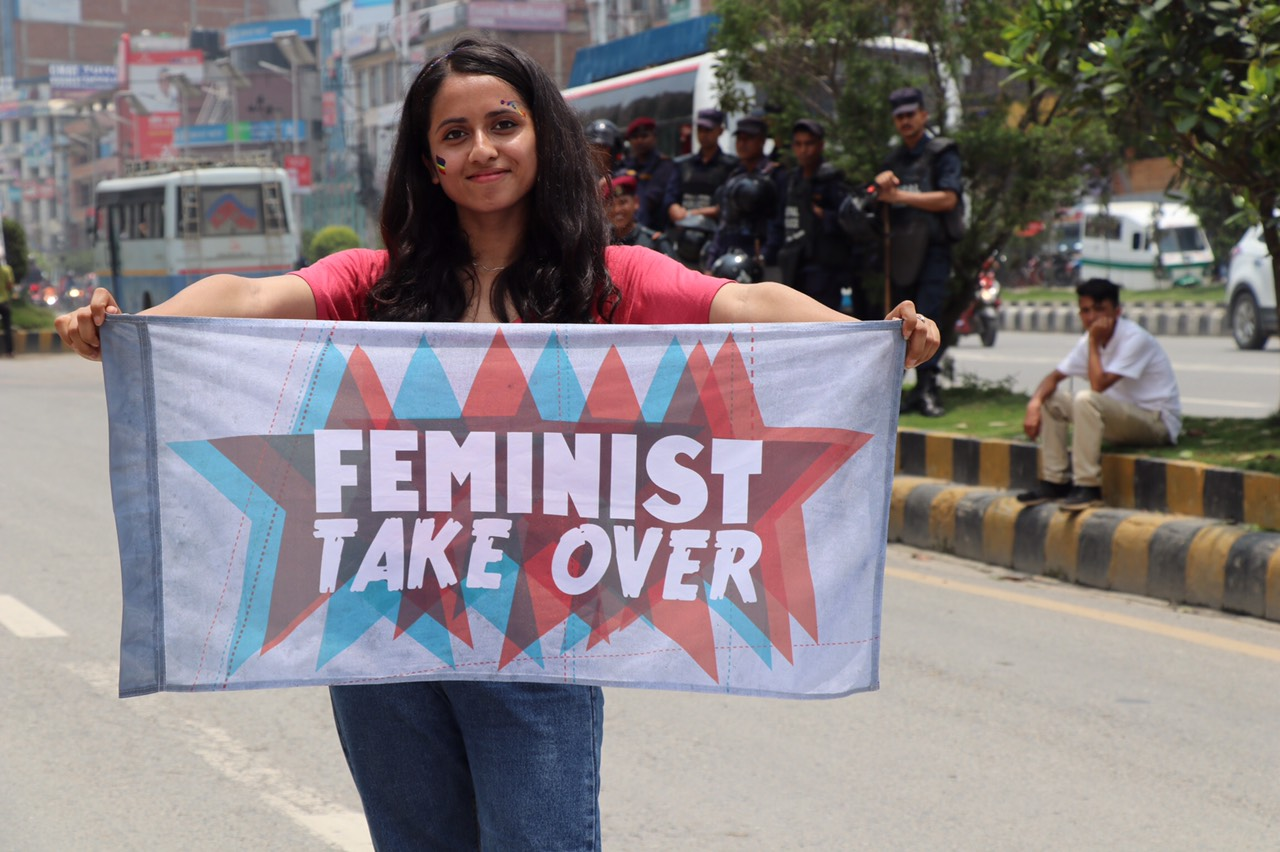
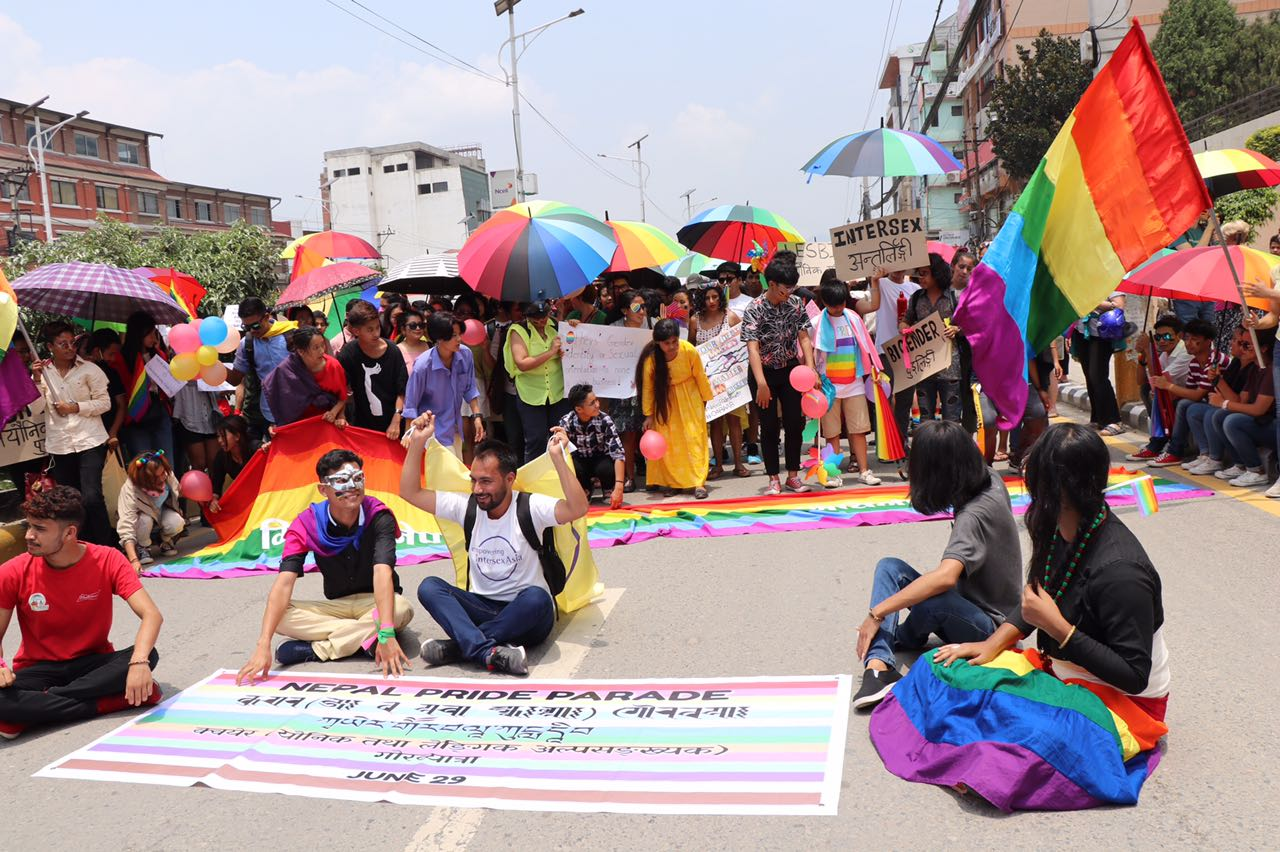
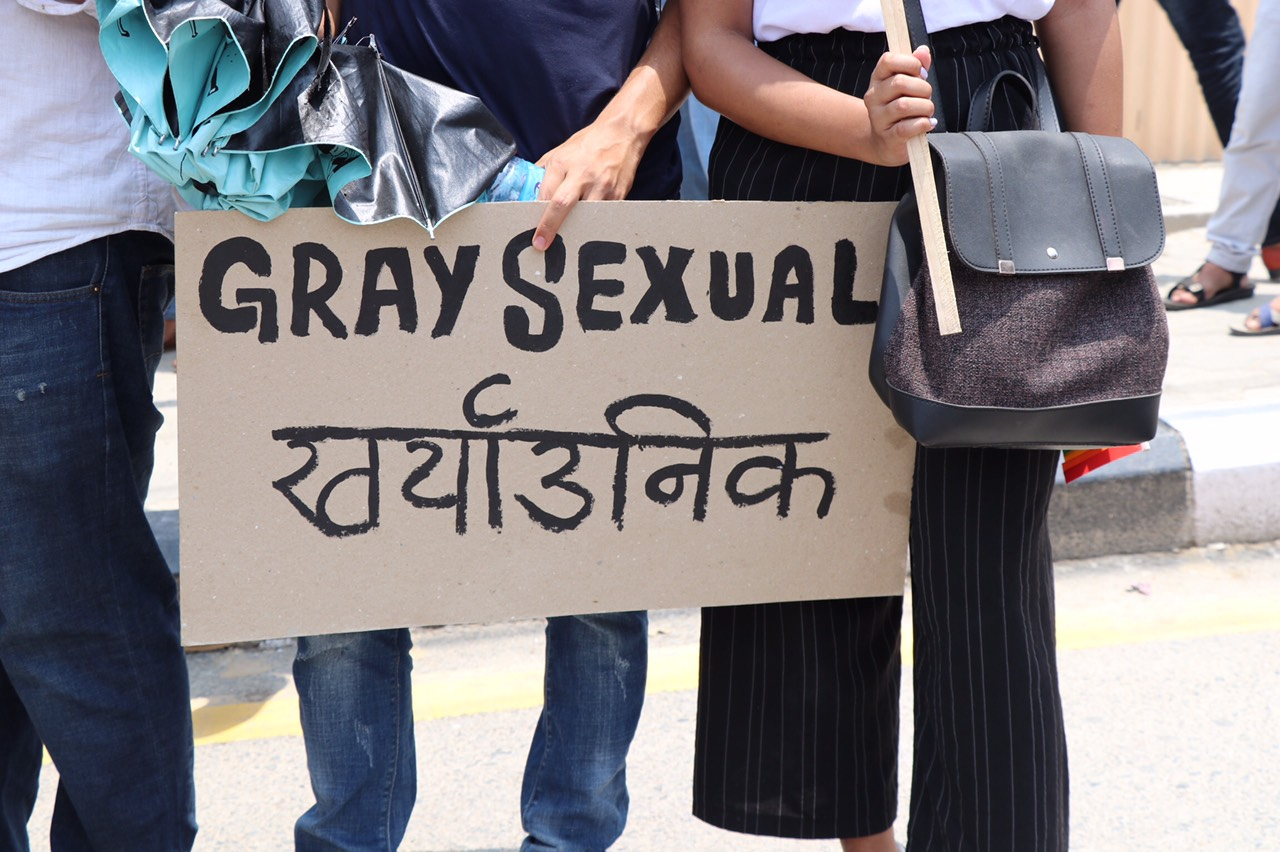
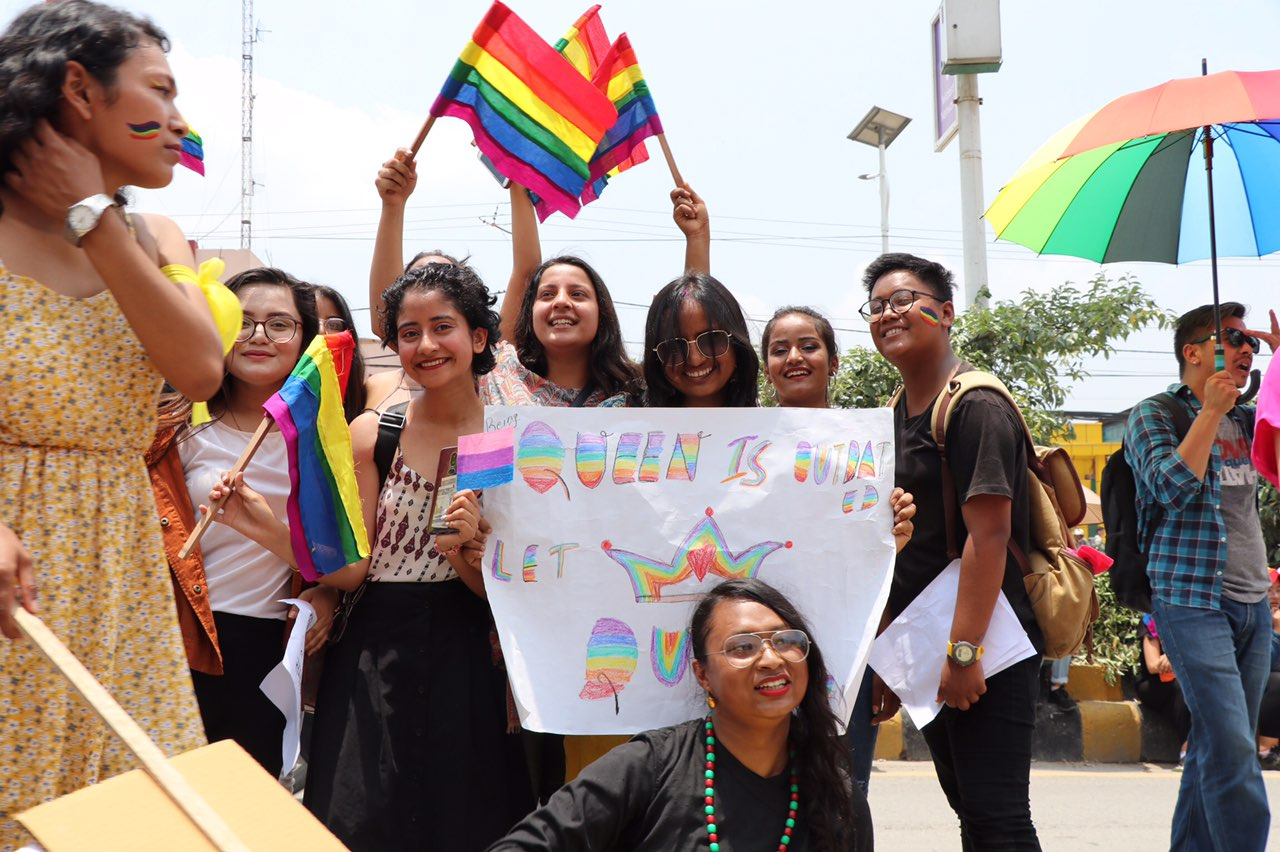
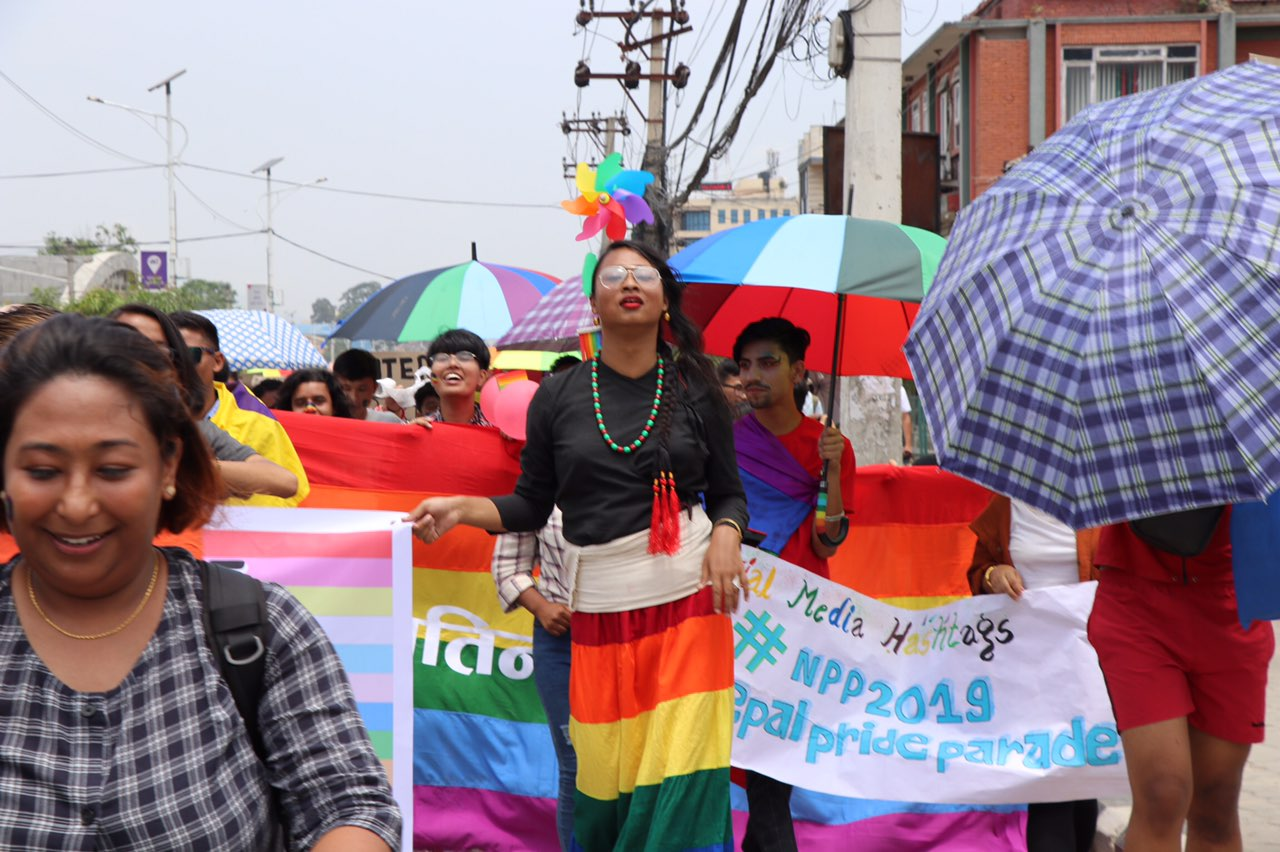
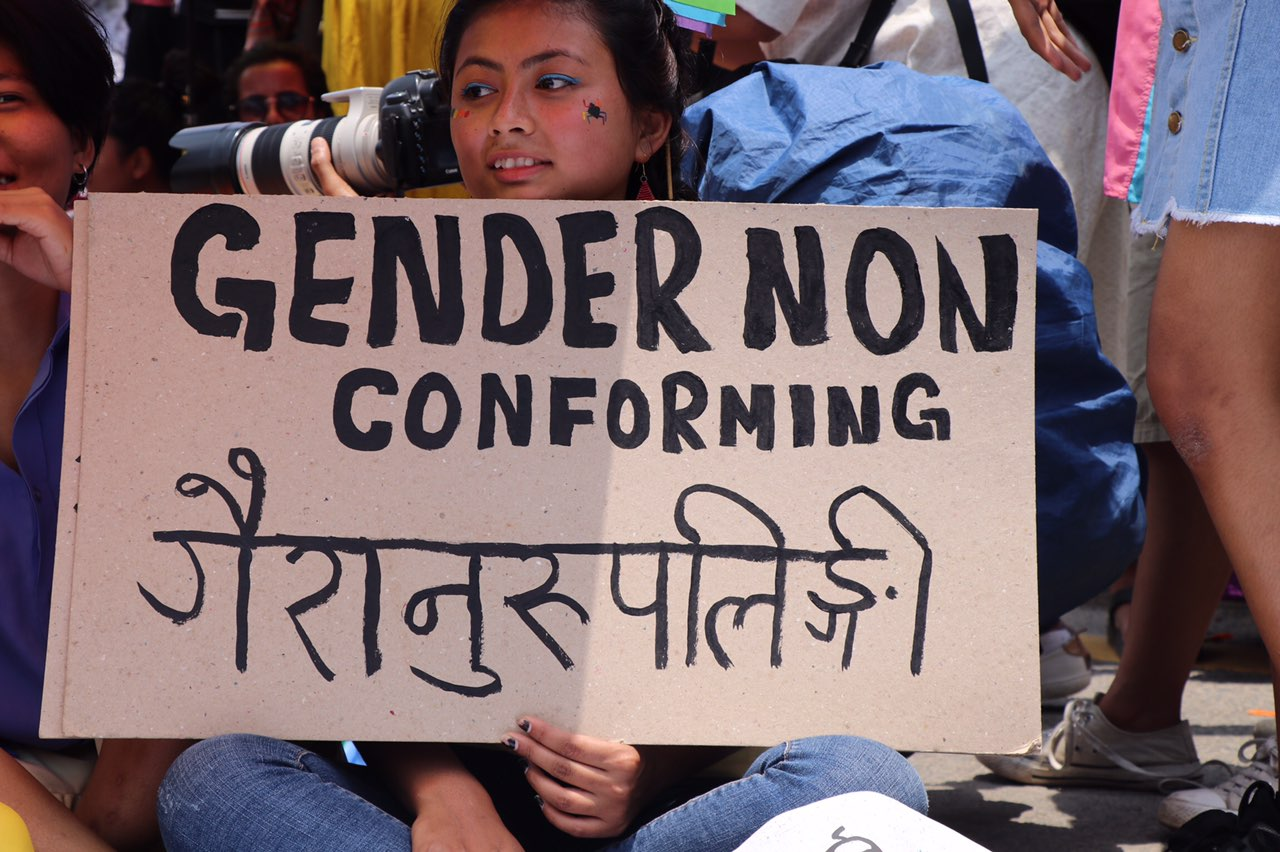
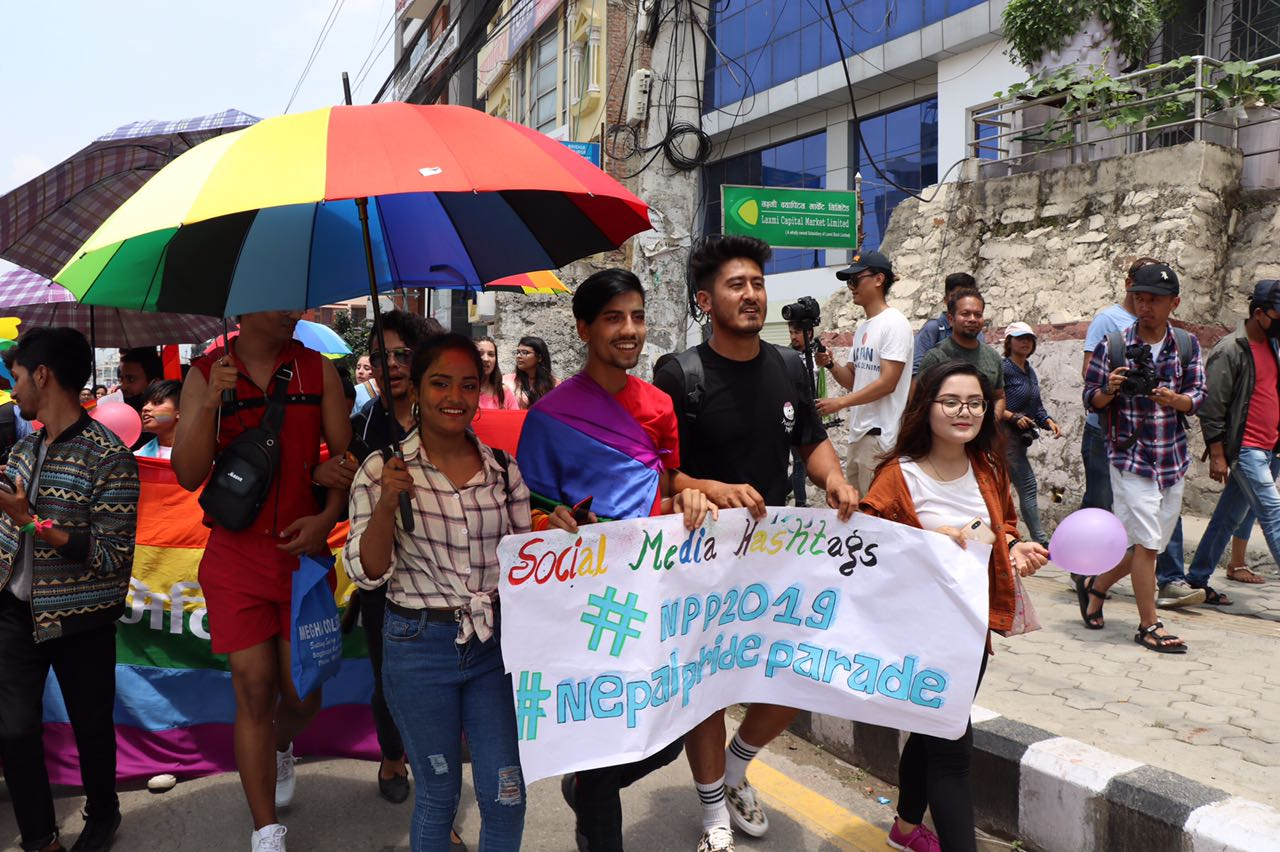
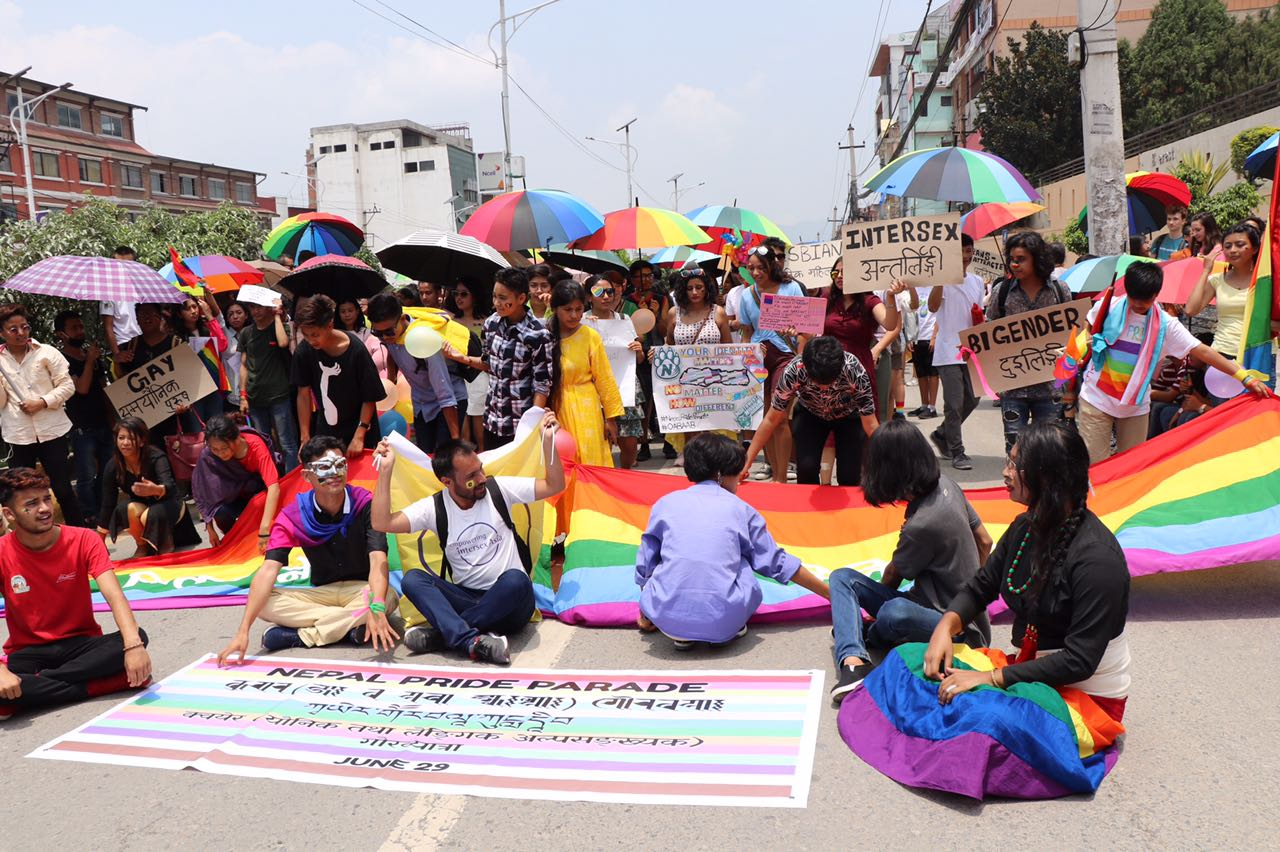
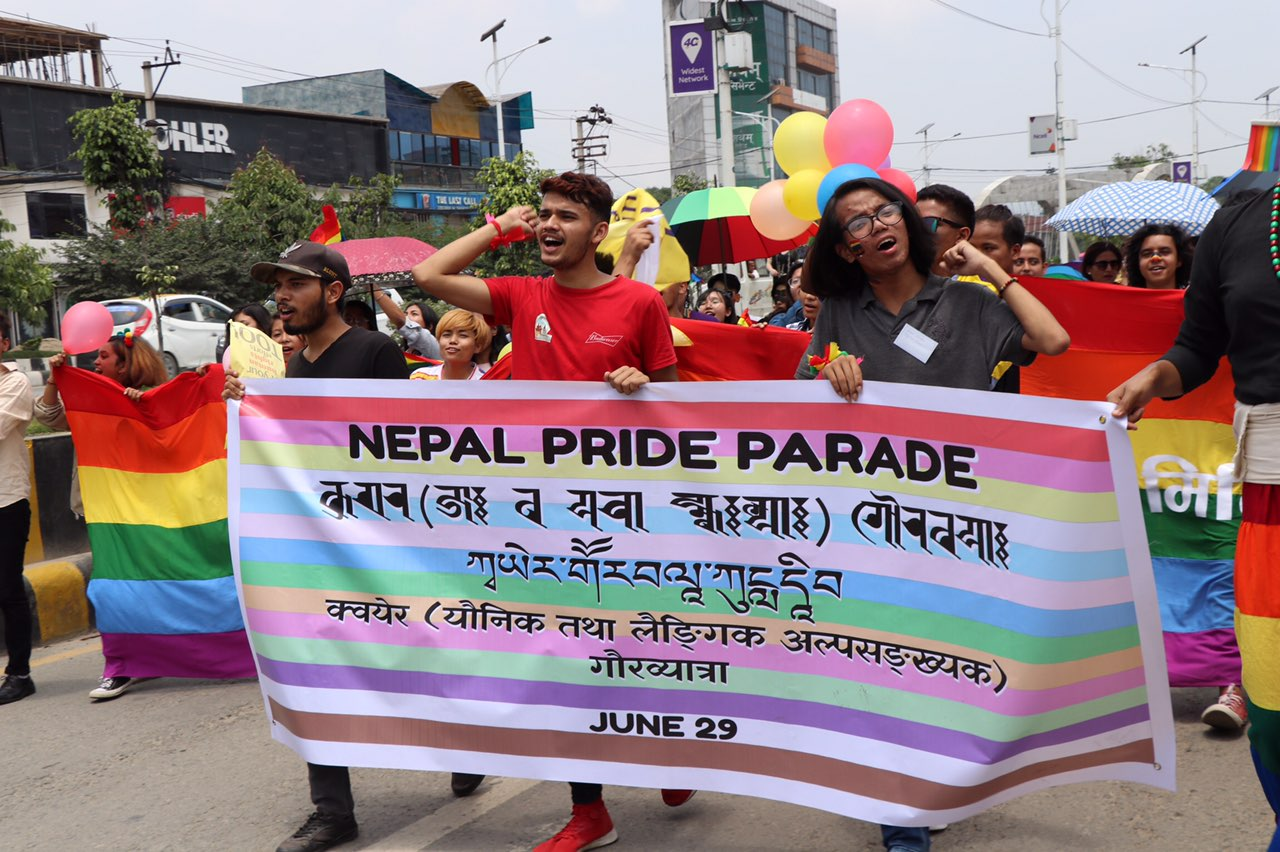
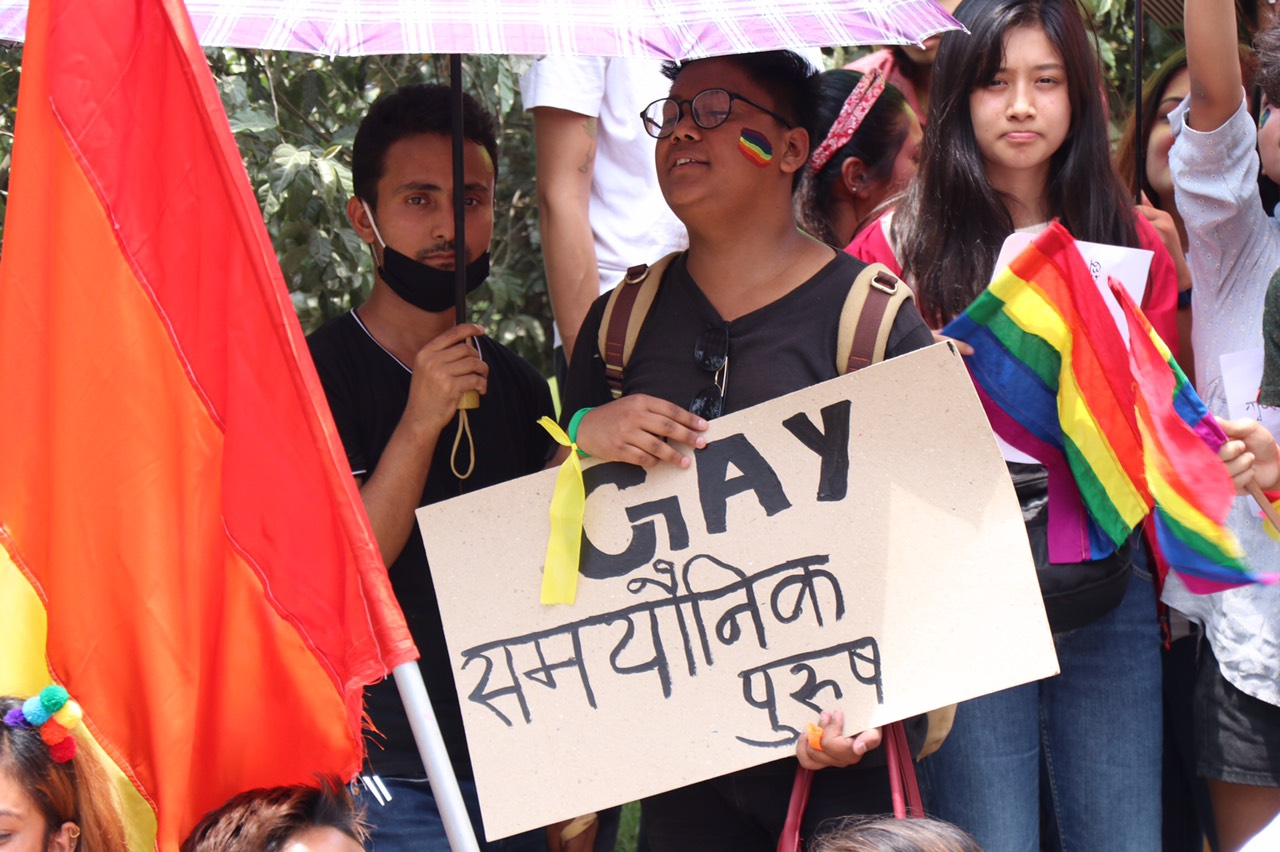
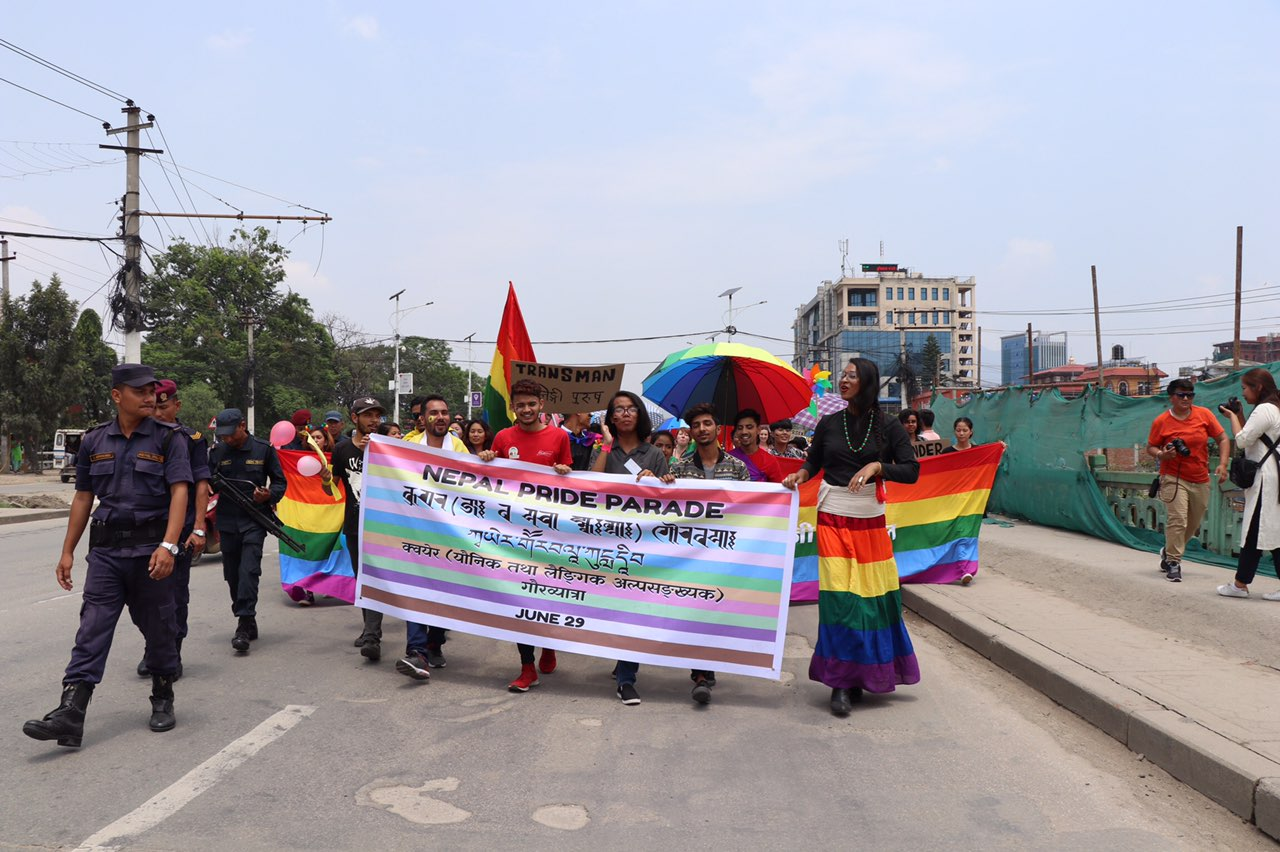
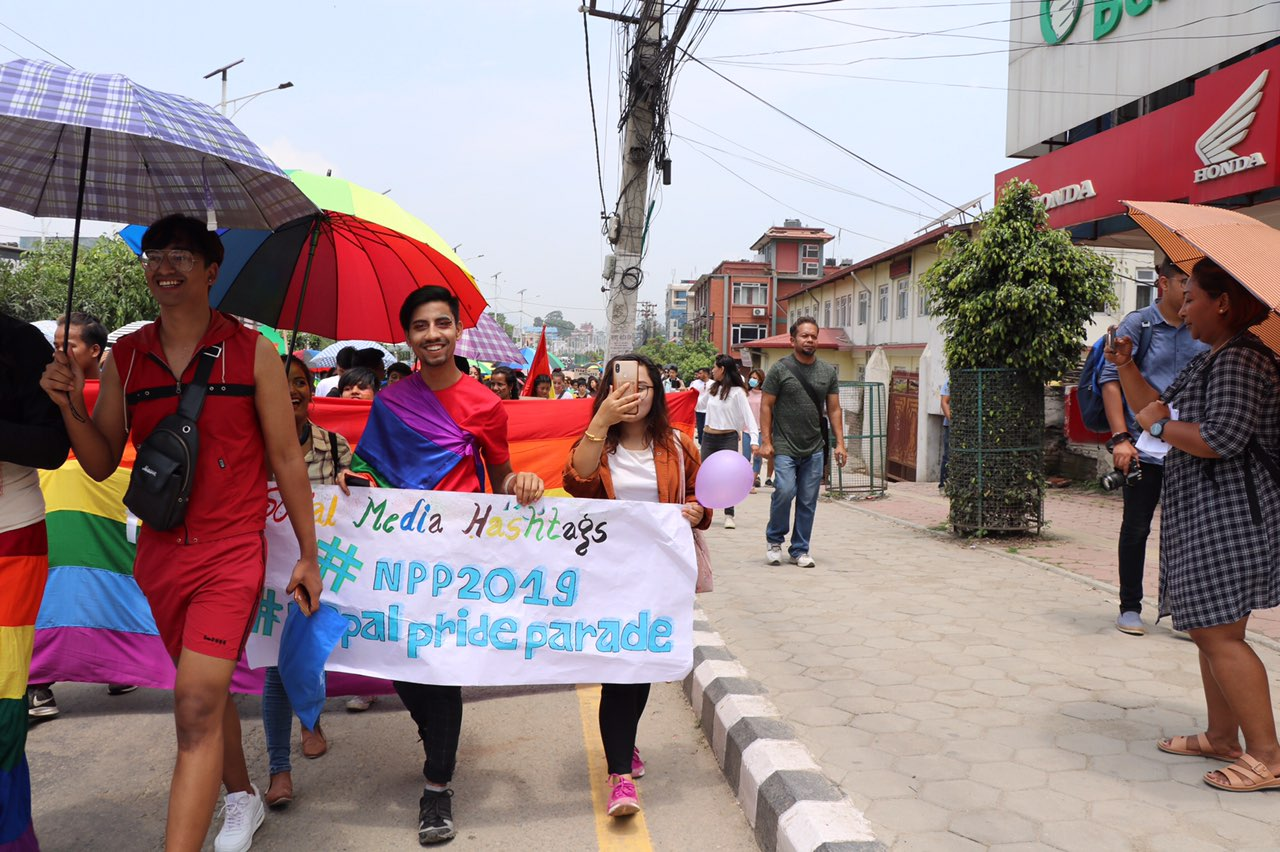
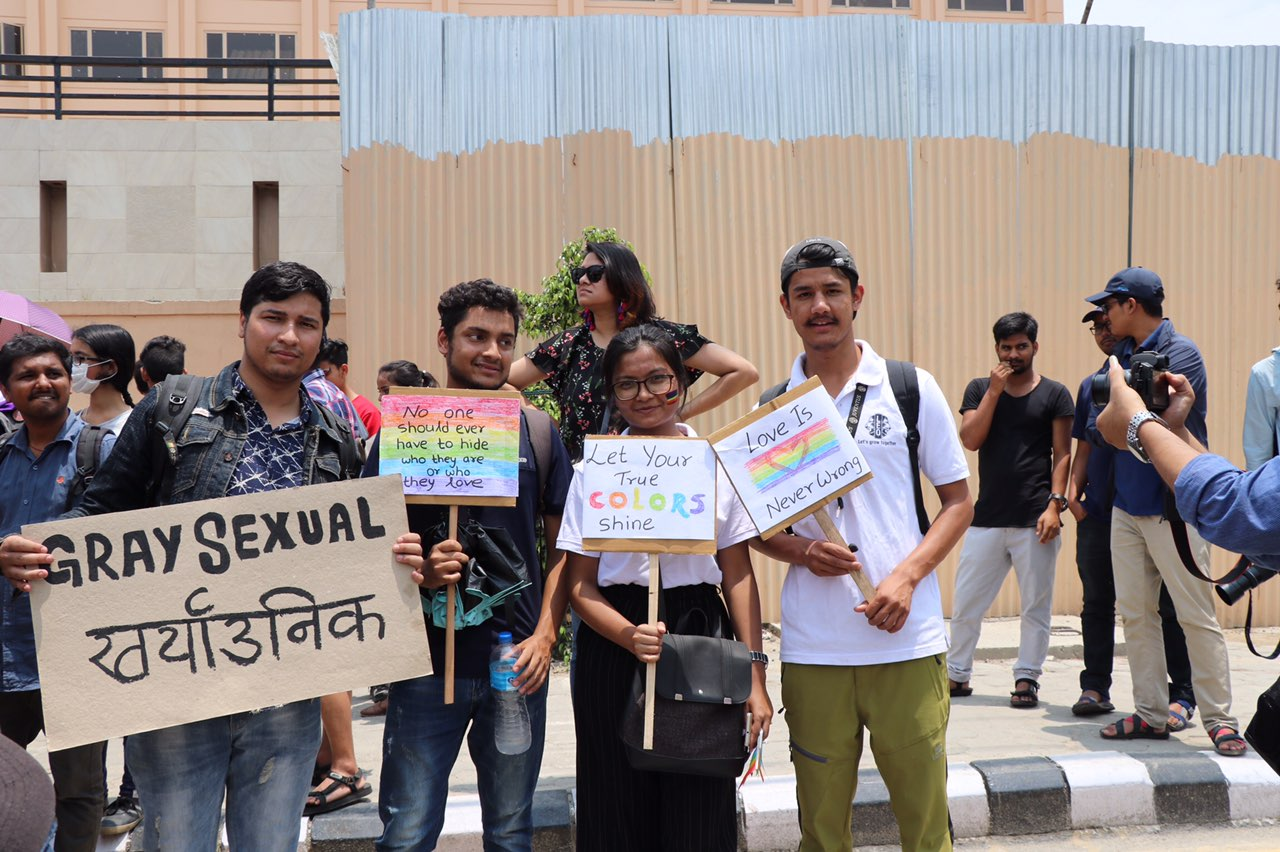
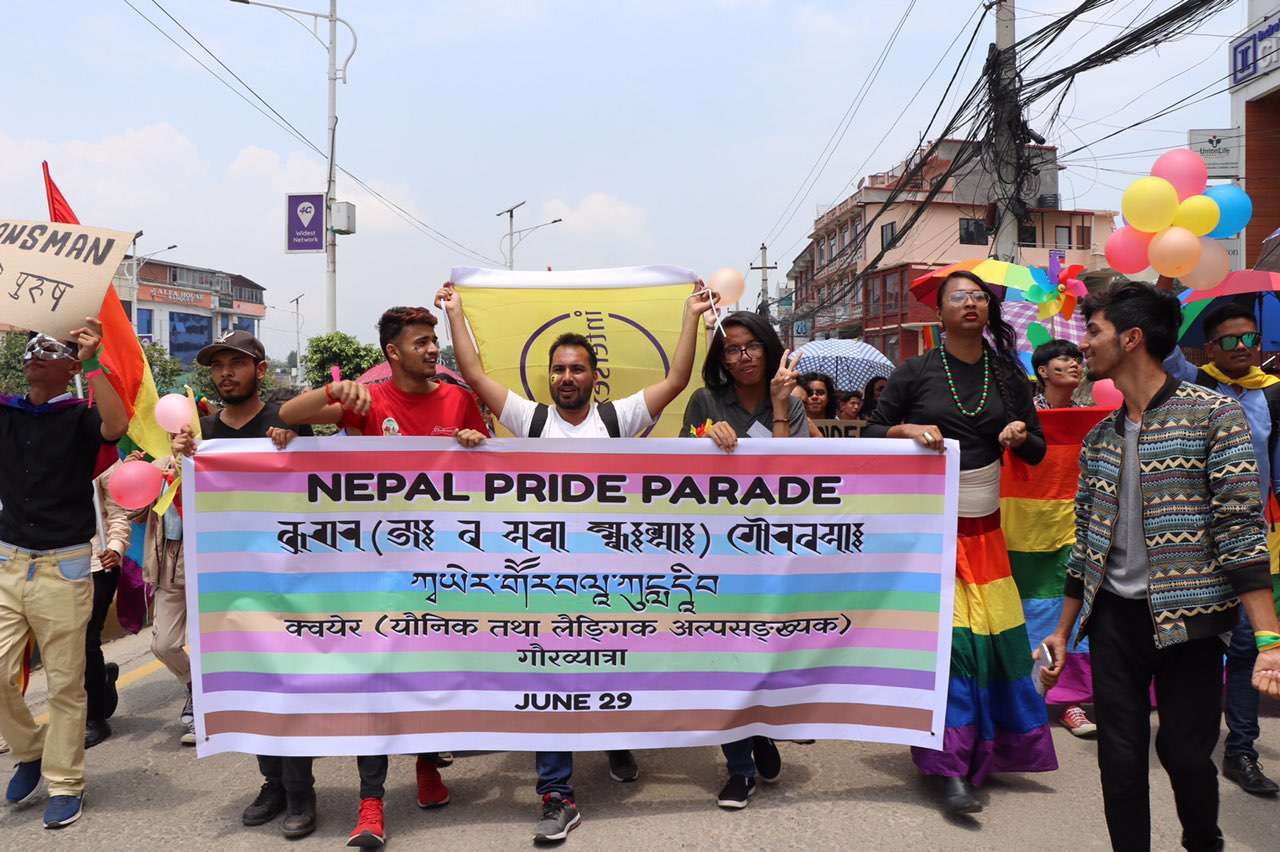
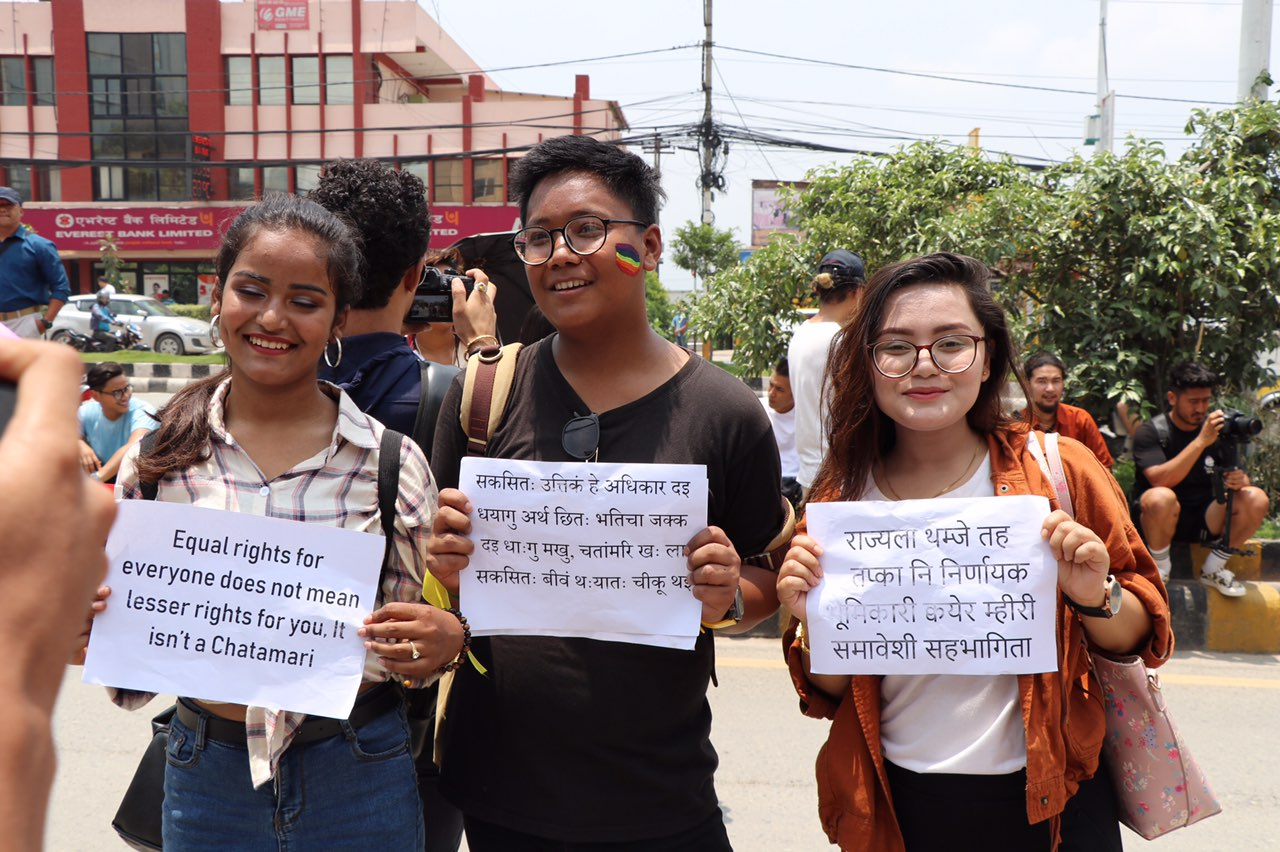
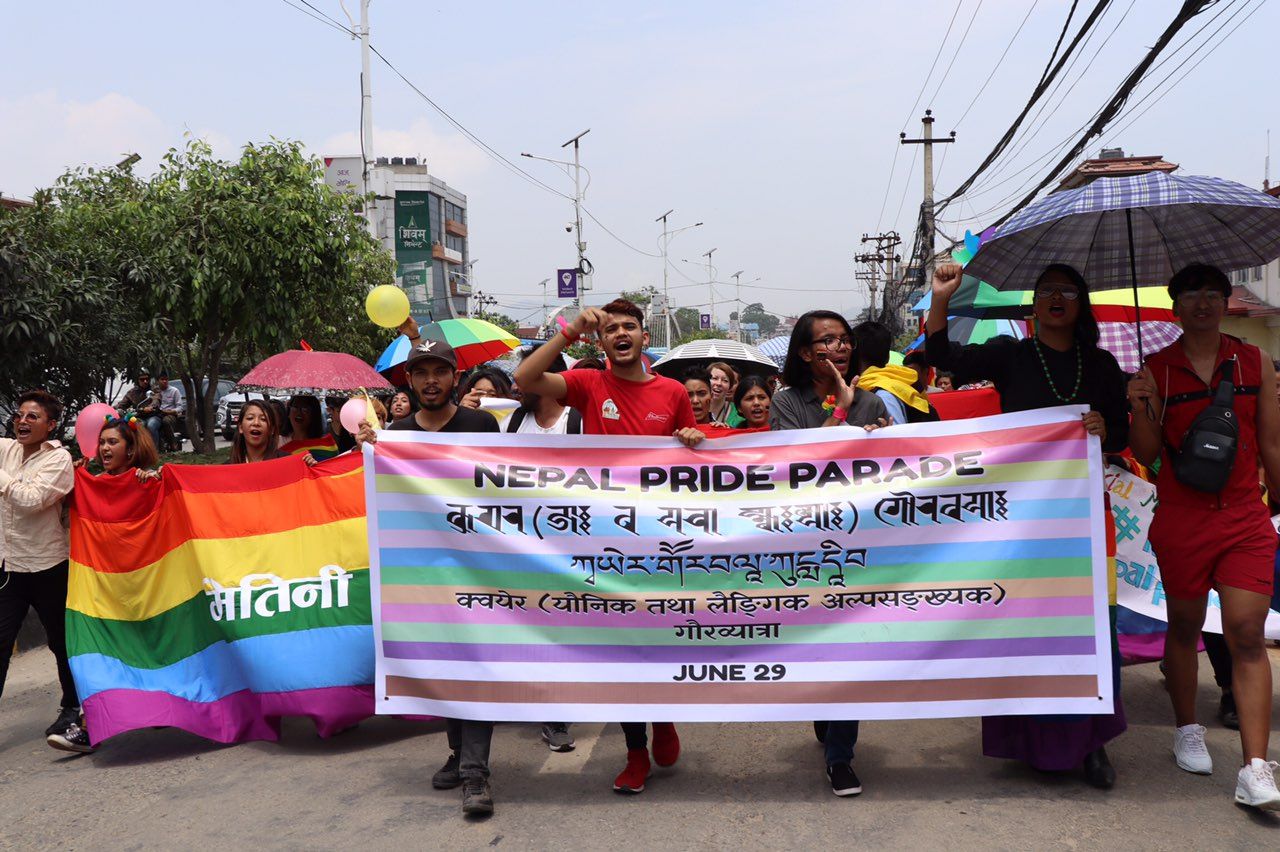
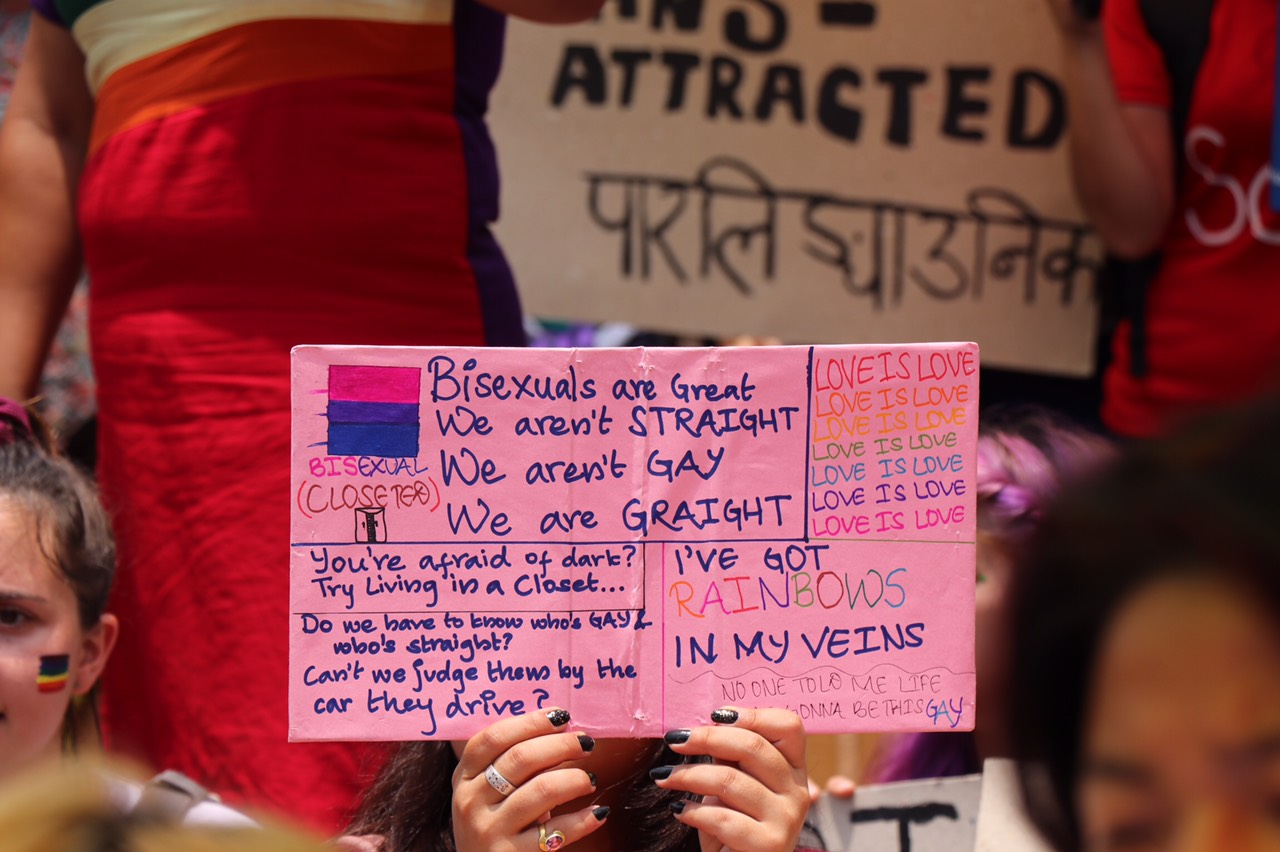
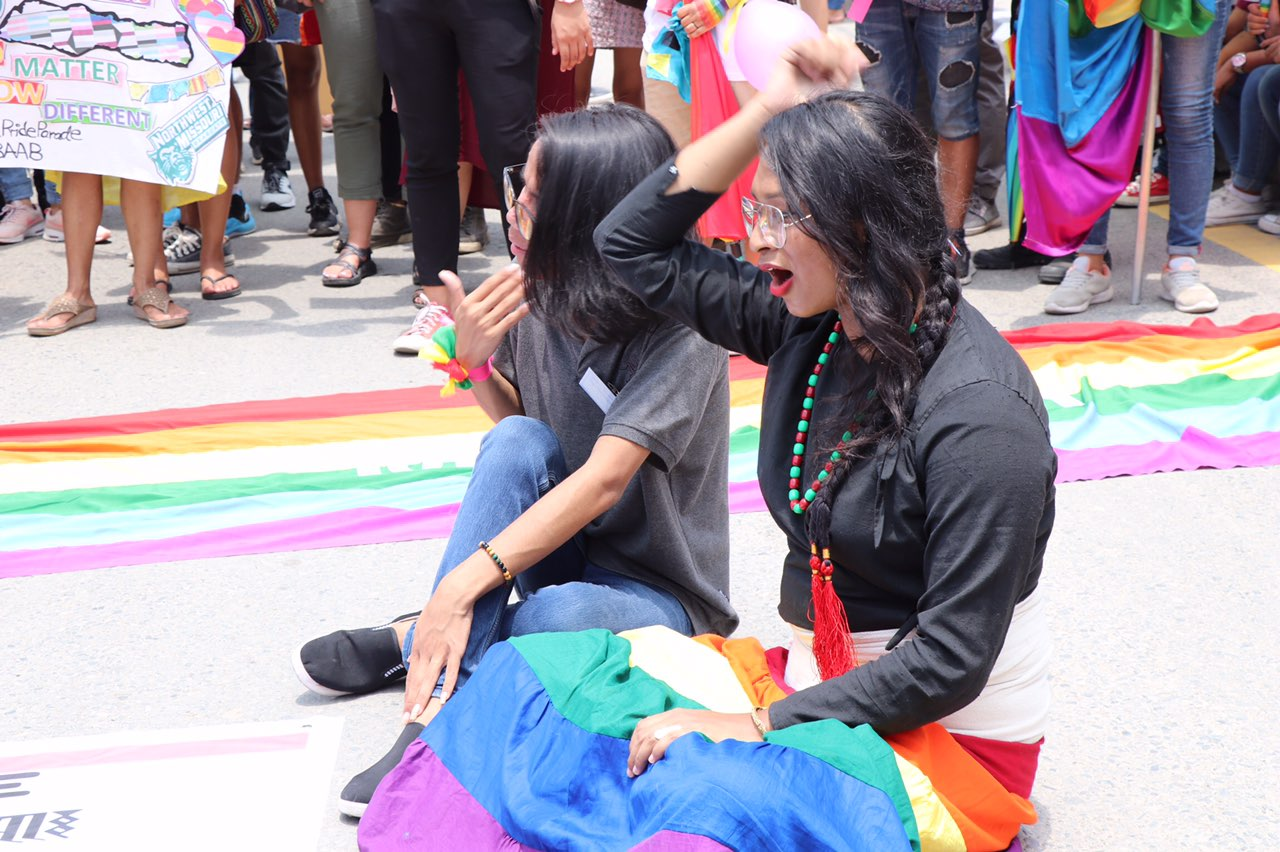
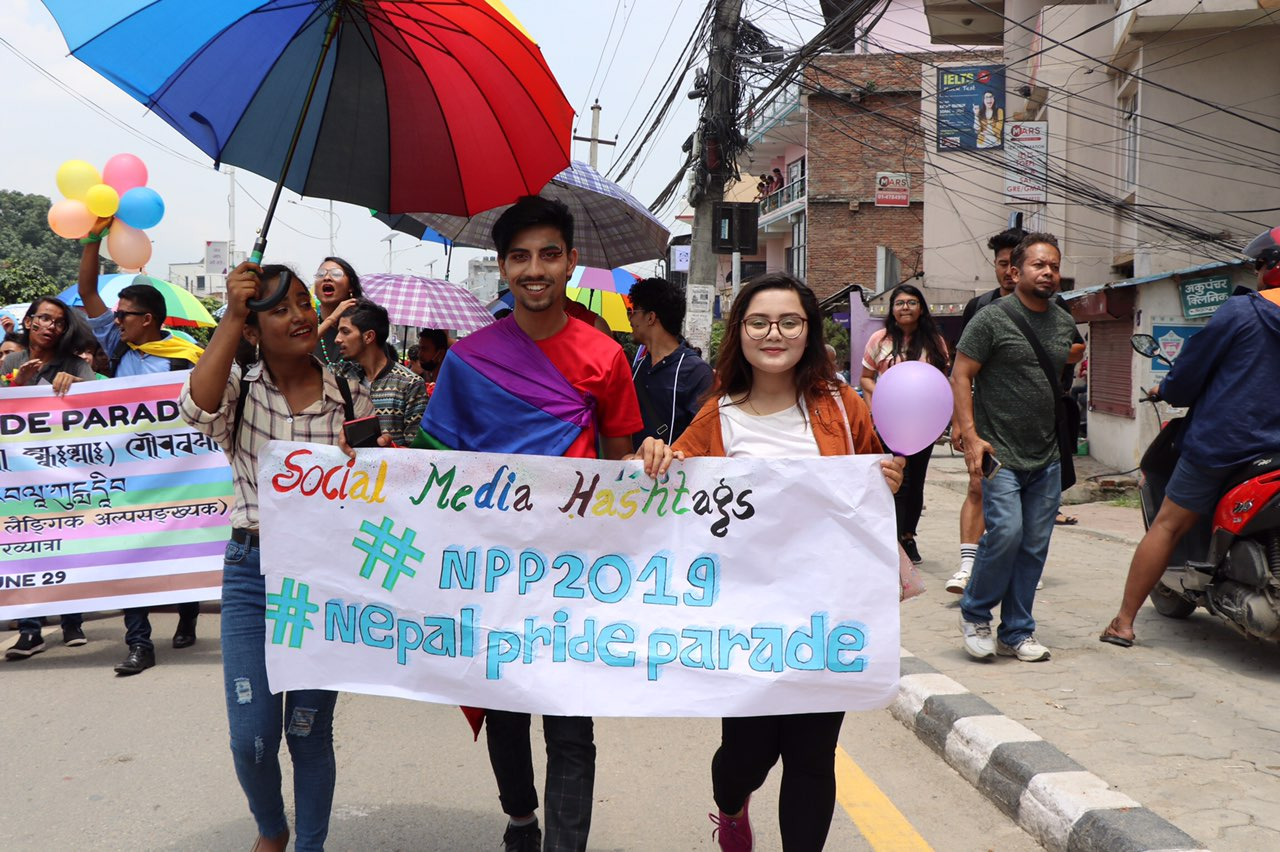
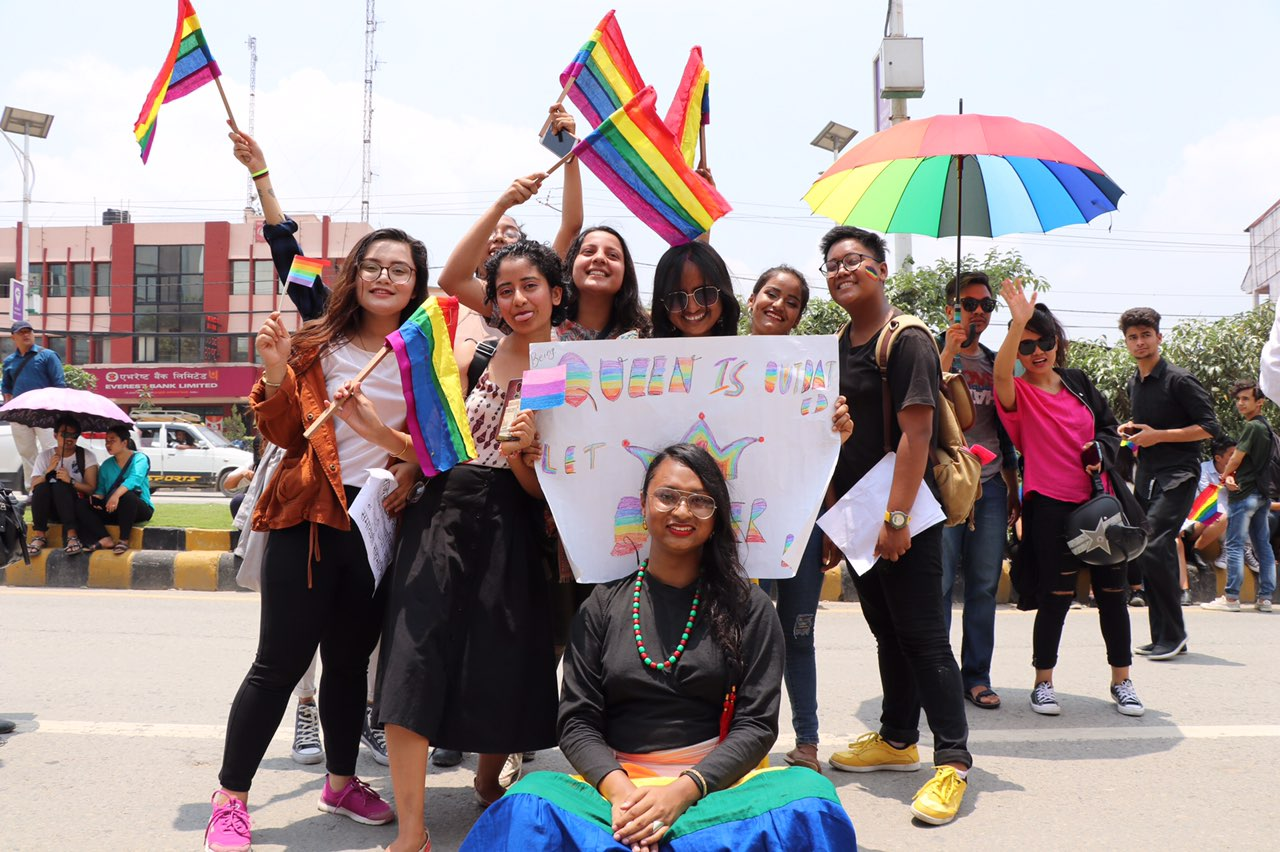
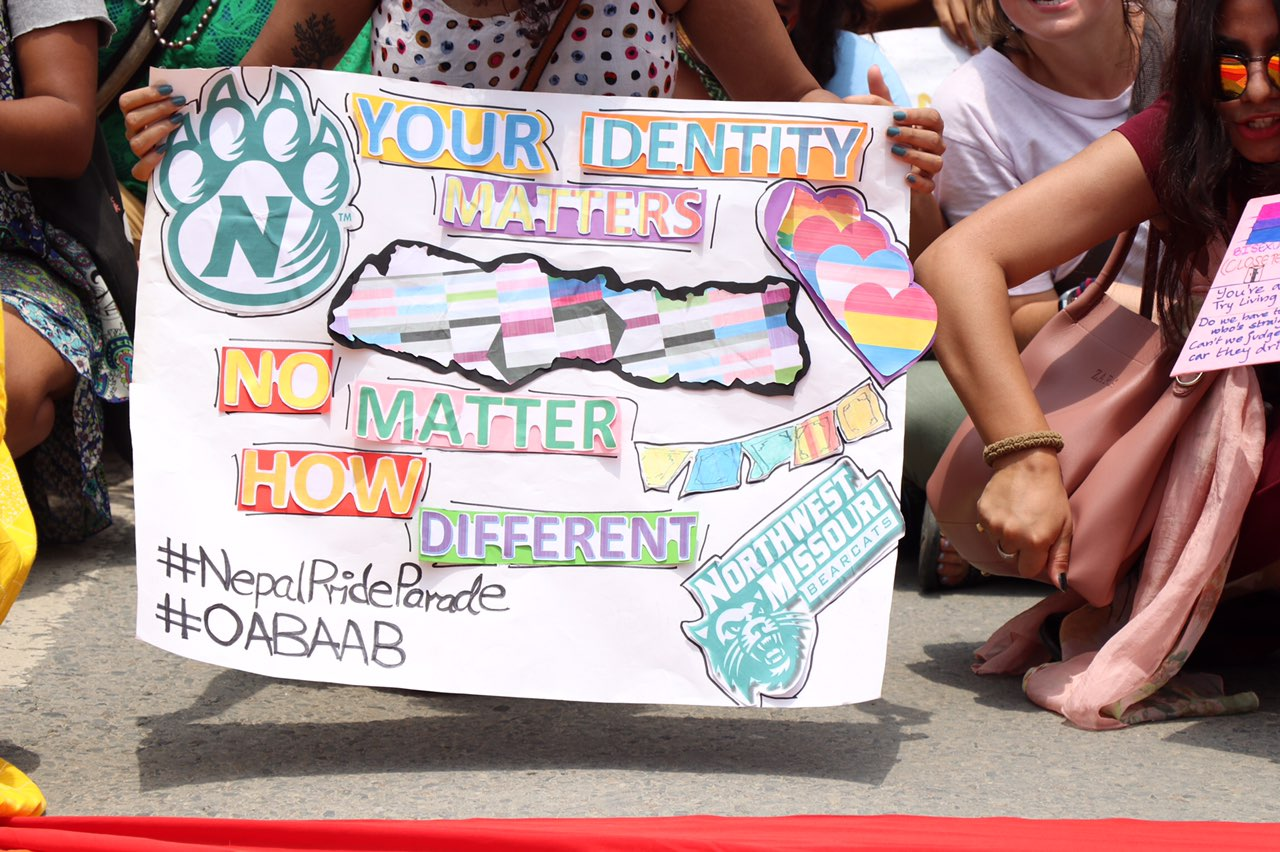
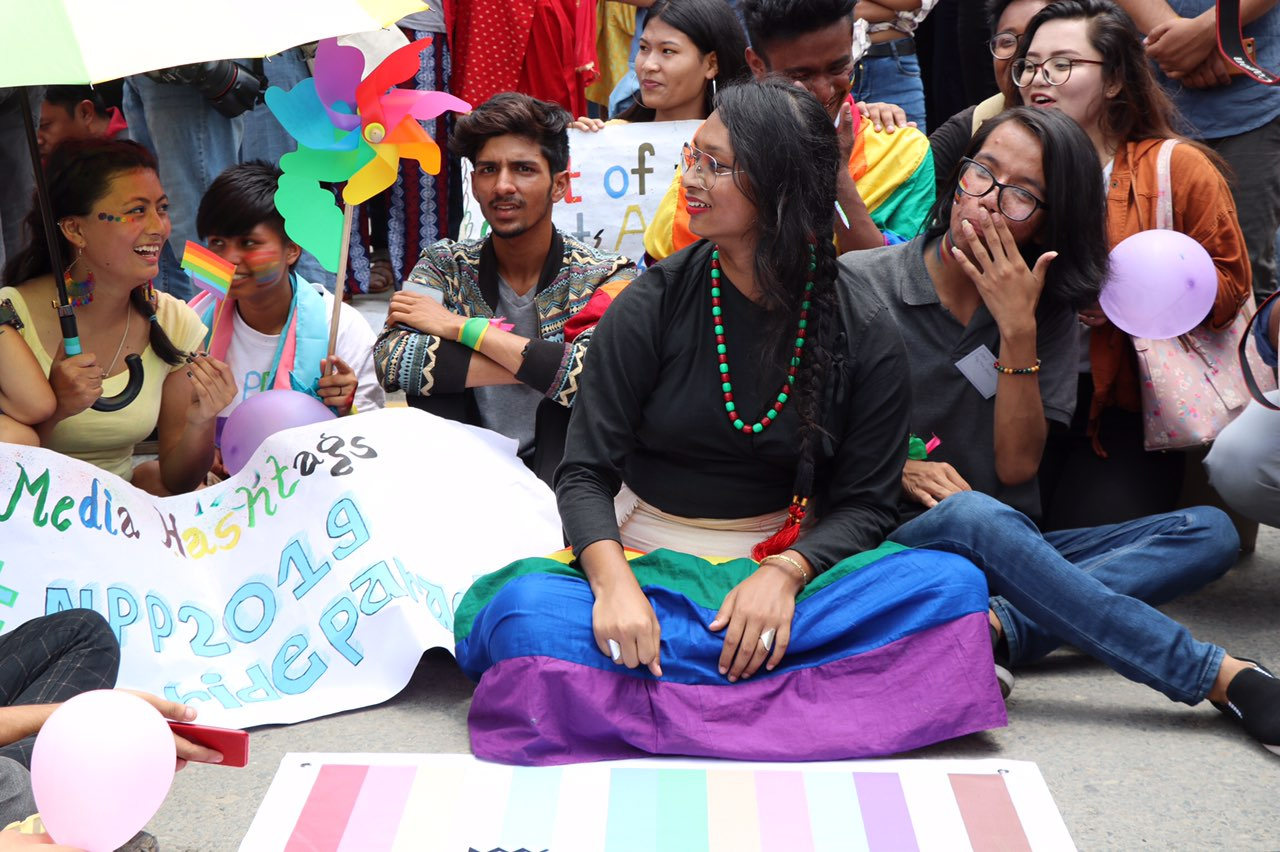
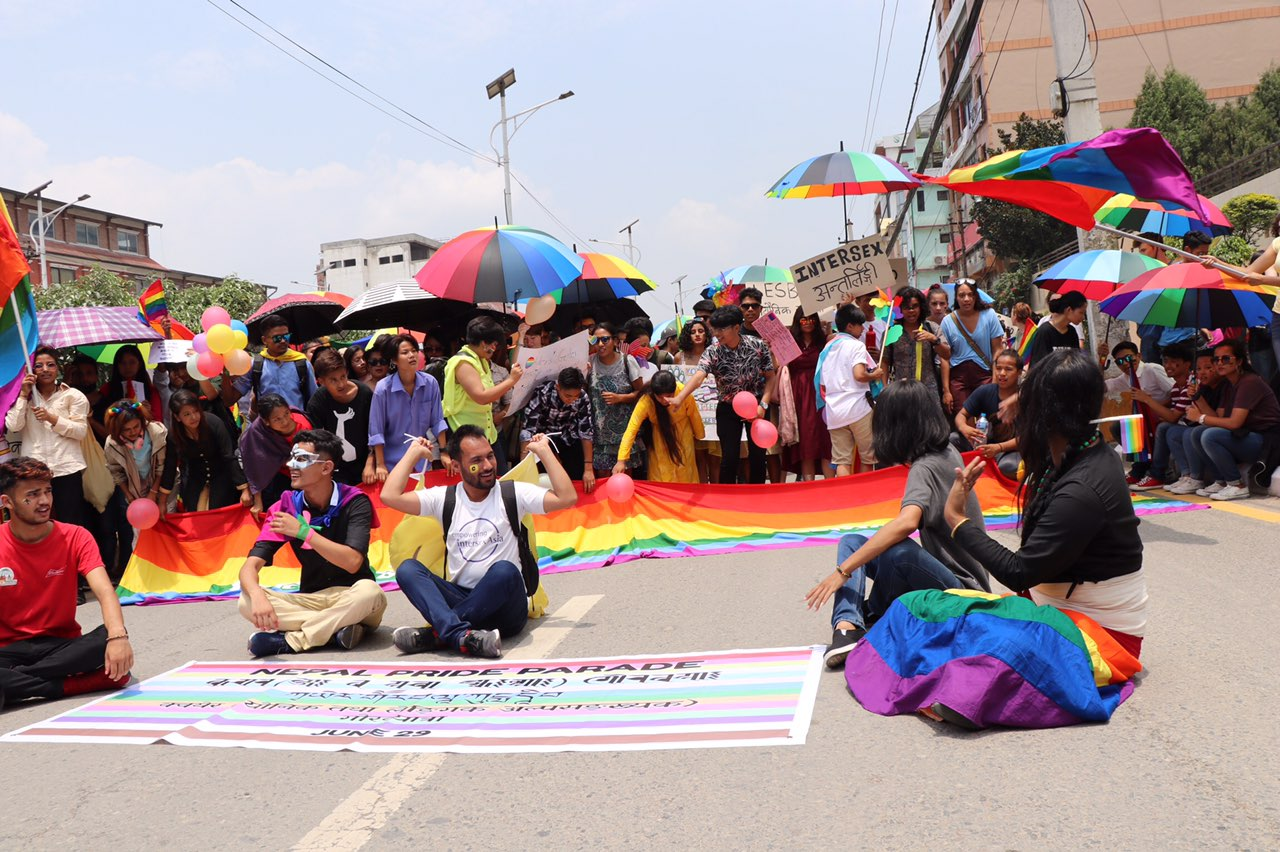
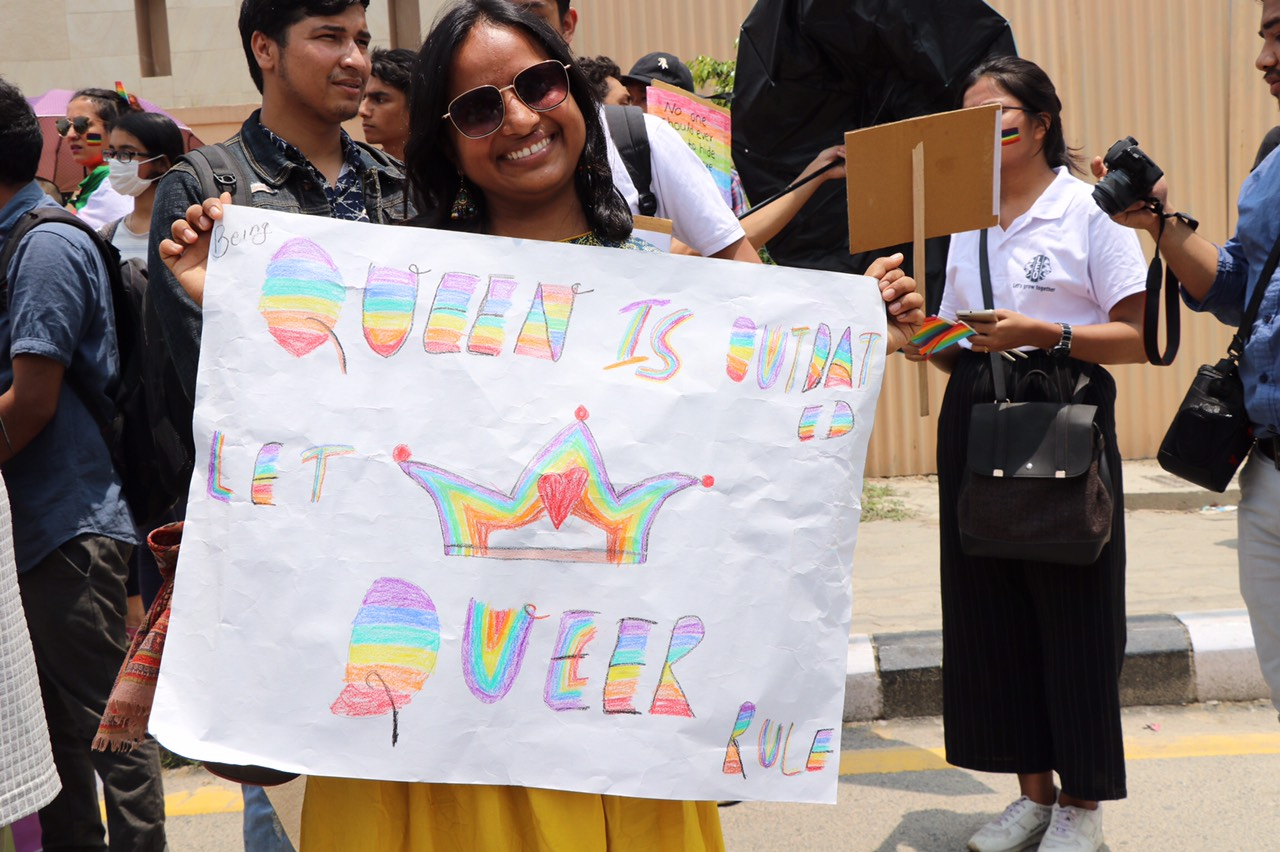
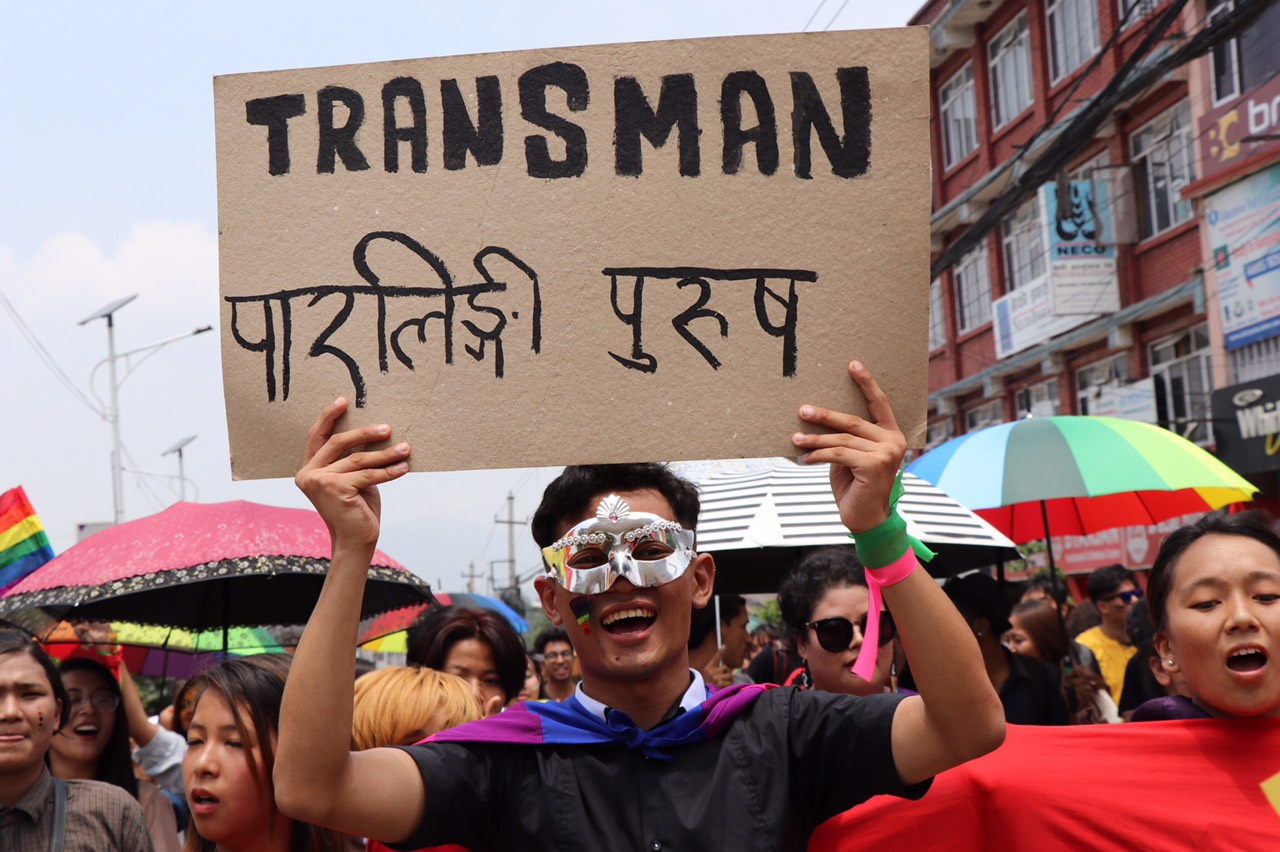

## ブルーダイヤモンド・ソサエティ
ブルーダイヤモンド・ソサエティは、ネワール（Newar）のガイジャトラ祭でLGBTマーチを開催している。このイベントは「西洋的な概念」のプライド・パレードとは異なる、独自の祝祭と見なされている。